# Histoire des Juifs en Iran

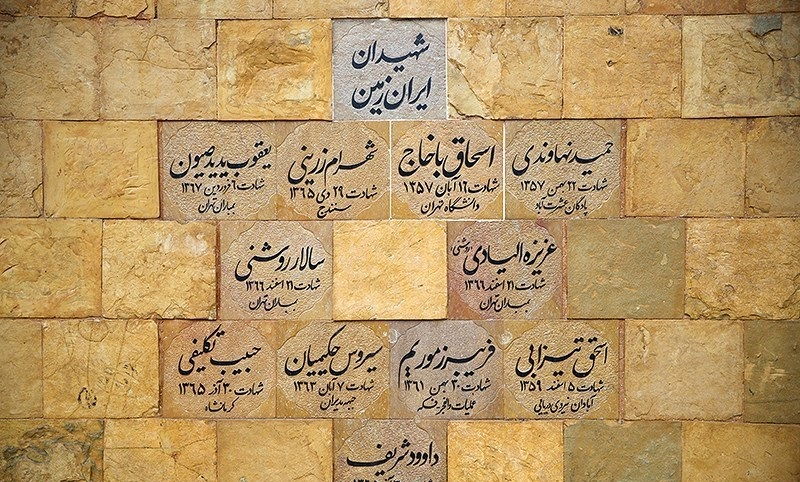
Tombe de martyrs juifs à Téhéran

La communauté juive en Iran est formée en majorité de mizrahites locuteurs de l'hébreu mizrahi et suivant le talmud de Babylone. Avant 1948, ces Juifs Iraniens, alors beaucoup plus nombreux, étaient considérés par les historiens comme descendant en majorité de Perses convertis au judaïsme et d'autres groupes ethniques juifs présents en Iran (dont des Juifs Kurdes). En 1948, la majorité des Juifs iraniens avaient comme langue maternelle le persan. Selon l'histoire des Juifs dans cette région, cette communauté descendrait directement des Juifs originaires de la terre d'Israël et restés dans la région à la fin de l'exil en Babylone, quand les souverains achéménides du Premier Empire perse ont permis aux Juifs de retourner à Jérusalem.

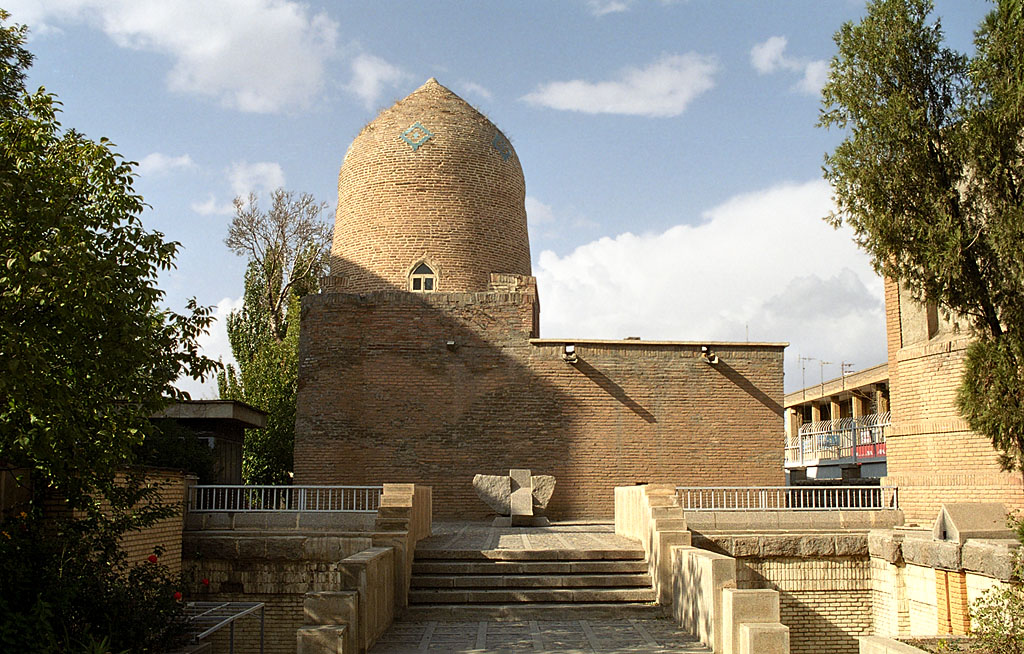
Mausolée de la reine Esther et de son oncle Mordechaï, à Hamedan, l'un des centres de pèlerinage juif les plus importants en Iran.

## Linguistique
Dans la langue persane, le Juif est appelé kalimi, yahudi ou juhud. Pour les musulmans iraniens, Moïse a eu pour nom Kalim-allâh qui veut dire « interlocuteur de Dieu ». Kalimi désigne donc le disciple (kalimiân au pluriel). Ce mot kalimi n'est utilisé que par les Iraniens. Le mot juhud garde en revanche un sens péjoratif et il n’est employé généralement que pour marquer le mépris.

## Antiquité

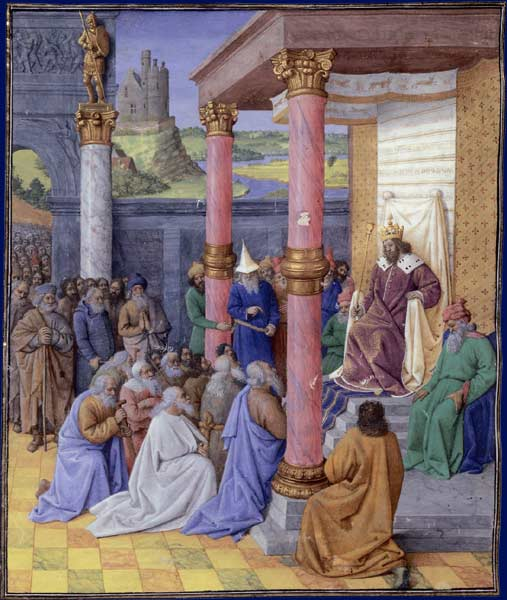
Miniature extraite de Flavius Josèphe, Les Antiquités judaïques, où Cyrus II le Grand, roi de Perse, permet aux Hébreux en captivité à Babylone, de retourner dans leur patrie et de reconstruire la ville de Jérusalem et le Temple, intitulée La clémence de Cyrus II le Grand envers les Hébreux, 1470.

Vers 735 av. J.-C., les Israélites sont déportés une première fois, après la défaite du royaume d'Israël par Salmanasar V, roi des Assyriens, vers la Perse.
Le Deuxième Livre des Rois, dans les versets (17,6 ; 18 ; 9-12), situe en 622 av J.-C. l'exil de la minorité juive, de Babylone vers l'Empire mède, par le roi Assurbanipal. Plus tard, Cyrus II, laissera les Juifs retourner à Jérusalem. Les Juifs d'Ispahan, de même que ceux de Médie, ont une tradition orale qui les rattache à l'exil de Babylone.
L'Empire iranien, créé par Cyrus II (dit Cyrus le Grand) dura plus de mille ans, sous diverses formes, puis succomba à la conquête arabe en 642 ap. J.-C. Selon le livre d'Esdras, Shahin, le poète judéo-perse du XIVe siècle, réécrit en vers la légende d'Esther et du roi Assuerus. De leur union serait né Cyrus le Grand. Cette légende sera reprise par Tabari. 
Se succédèrent les dynasties achéménide, séleucide, arsacide et sassanide. La Michna et la Guémara du Talmud de Babylone ont été rédigés principalement sous les Arsacides et les Sassanides. Ce Talmud fournit, tout comme le Talmud de Jerusalem mais moins abondamment, de nombreuses informations sur divers aspects de la vie des Juifs de Babylone.

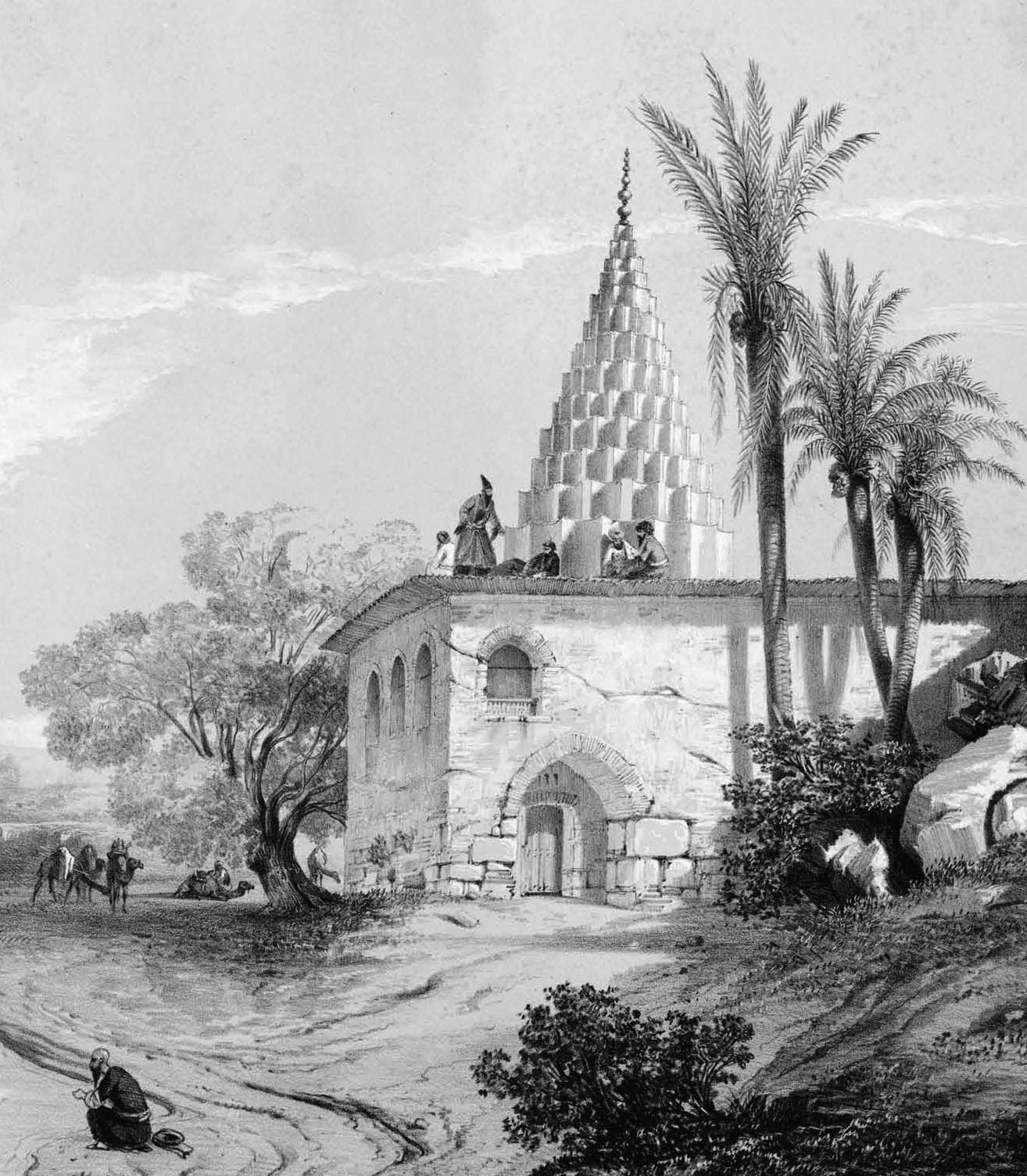
Tombe du prophète Daniel à Suze, 1901-1906

Les Arsacides furent assez tolérants envers les Juifs, comme envers les autres minorités. Mais, sous les Sassanides, les conditions furent plus dures, surtout sur le plan religieux. En effet, le zoroastrisme n'était pas particulièrement tolérant envers les autres religions. Ses prêtres persécutèrent les Juifs, comme d'ailleurs les autres minorités tels les chrétiens, les manichéens puis, plus tard, les mazdakistes à travers de sévères décrets.
À l'époque de Péroz Ier (459-484 ap. J.-C.), désigné dans les Écritures juives comme « Péroz le Méchant », pratiquement la moitié des Juifs d'Ispahan et leurs enfants furent enlevés par les zoroastriens. Même Khosro II, qui s'était fait aider par les Juifs pour prendre Jérusalem en 614, les maltraita ensuite,.

## Période islamique
Les Juifs accueillirent favorablement les Arabes qui prirent Ispahan en 642. Certains se convertirent à l'islam mais la majorité conserva son identité, l'islam tolérant à l'époque le judaïsme. De par le statut de dhimmi, ils s'engagèrent à payer l'impôt de capitation (jizya), qui fut historiquement institué auparavant dans l'Empire byzantin, quoique sous une forme différente.
Des sectes islamiques et des mouvements de libération nationale apparurent (au Khorassan) à la périphérie du califat arabe. Sous leur influence naquirent des mouvements juifs, qualifiés par certains de « messianiques ». Un nom émerge : celui d'Abou Isa d'Ispahan, sans qu'il soit exactement localisé dans le temps. Certains chercheurs pensent qu'il fut actif à l'époque d'Abd Al Malik Ibn Marwan (685-705). D'autres le situent 50 ans plus tard. Il fonda une sorte de secte juive et prit les armes avec ses fidèles pour renverser le régime arabe, comme l'indique l'historien musulman Shahrestani (mort en 1153). Cette secte perdurera après sa mort. En fait, il semble que l'Iran ait constitué un terrain favorable à l'émergence de courants et de sectes islamiques, puis juives. Maïmonide (Ben Maïmon) y fait allusion dans l'Épître aux Juifs du Yémen, envoyée en 1172.

## Période mongole
L'invasion mongole (1219-1223) engendra un bouleversement majeur dans le monde iranien de l'époque. Benjamin de Tudèle, cinquante ans auparavant, rapporte que des centaines de milliers de Juifs vivaient dans le Grand Iran.

Au XIIIe siècle, le médecin juif Rashid al-Din (1247-1318) se convertit à l'islam et devient un homme d'État puissant, un bâtisseur, un mécène et également un historien dont l’œuvre principale intitulée Jami al-tawarikh (Histoire universelle, جامع ‌التواریخ) est d'envergure encyclopédique - avant d'être mis à mort, comme le sera également son fils, Ghiyat al-Din (ou Ghiyas Eddine) ibn Rashid al-Din, devenu lui aussi vizir puis exécuté, .

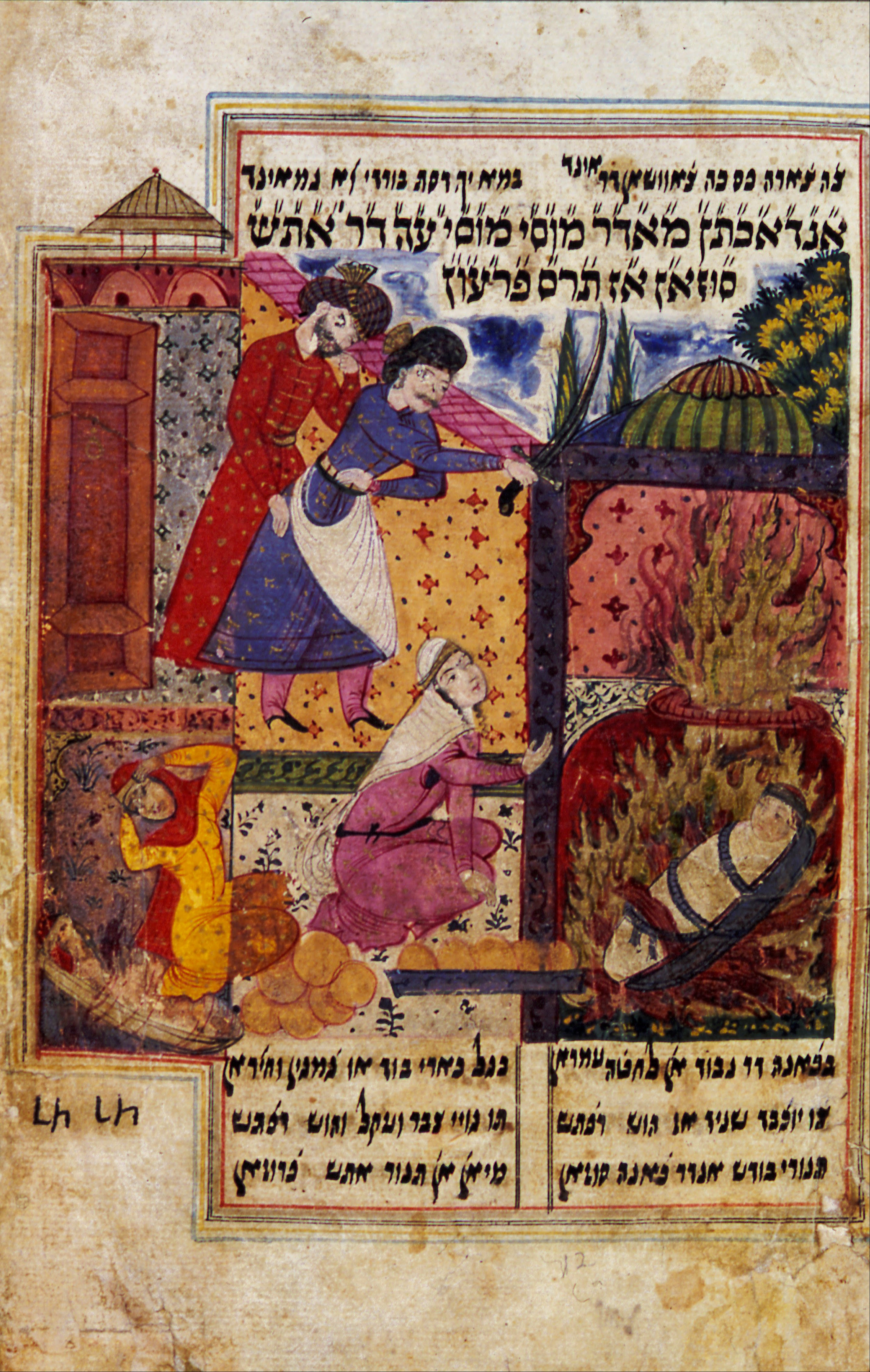
Le Livre de Moïse de Shāhīn Shirazi, manuscrit enluminé par Nehemías ben Amshal de Tabriz, 1686

Il n'y a pas d'informations détaillées sur le sort des communautés juives spécifiques pendant l'assaut mongol, bien qu'Ebn Katir (mort en 1373) affirme que les Juifs et les chrétiens ont été épargnés lors de la conquête de Bagdad en 1258. Sad Al-Dawlah (en), médecin juif de la ville d'Abhar, fut nommé grand vizir d'Arghoun (1282-1291). Grâce à lui, l'Iran se renforça et les provinces sous domination ilkhanide s'apaisèrent.

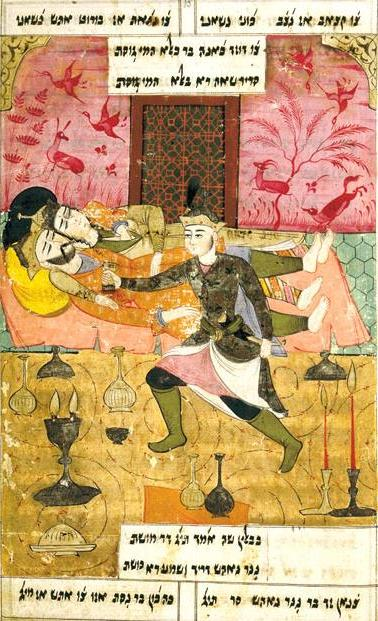
Version hébraïque du manuscrit Khosrow et Shirin par Nizami, -

À la période ilkhanide, Shahin Shirazi (en), un poète juif du XIVe siècle, élabore son œuvre monumentale, constituée de poèmes épiques, pleins de beauté lyrique. Ils sont rédigés en persan, mais en caractères hébraïques (ce phénomène linguistique juif existe aussi dans des écrits en langue arabe et en ladino).

## Période séfévide
Selon les historiens iraniens, Ismaïl, fondateur de la dynastie séfévide, occupe une place importante dans l'histoire du peuple iranien. Il prit les armes en 1499 pour lutter contre ses ennemis. C'est la première fois depuis la conquête arabe que l'Iran est uni sur les plans politique et religieux (devient chiite). Les sunnites sont alors combattus sans pitié. Les Juifs le sont aussi. Babaï Ben Lutf de Kashan décrit alors dans un manuscrit rédigé en vers (le Ketab Anoussi) les persécutions des Juifs d'Iran de 1613 à environ 1662. S'ensuivent alors conversions forcées à l'islam ou exécutions.
Babaï Ben Farhad, lui aussi de Kashan, décrit l'invasion afghane (1722-1730) et les persécutions des Juifs (1729-1730). La grande majorité des Juifs retourna cependant vers ses racines mais le judaïsme iranien était atteint physiquement, mais aussi sur le plan spirituel et culturel. Partir ou se convertir n'était pas la seule possibilité pour eux. Ils pouvaient rester mais au prix du respect de décrets humiliants en tant que dhimmis (minorité religieuse « protégée ») : arborer des signes distinctifs sur leurs vêtements, ne pas construire de belles maisons ou synagogues, ne pas porter de beaux habits, mettre des chaussures dépareillées, ne pas témoigner contre des musulmans à des procès….

## XIXesiècle

### Marranes de Mashhad

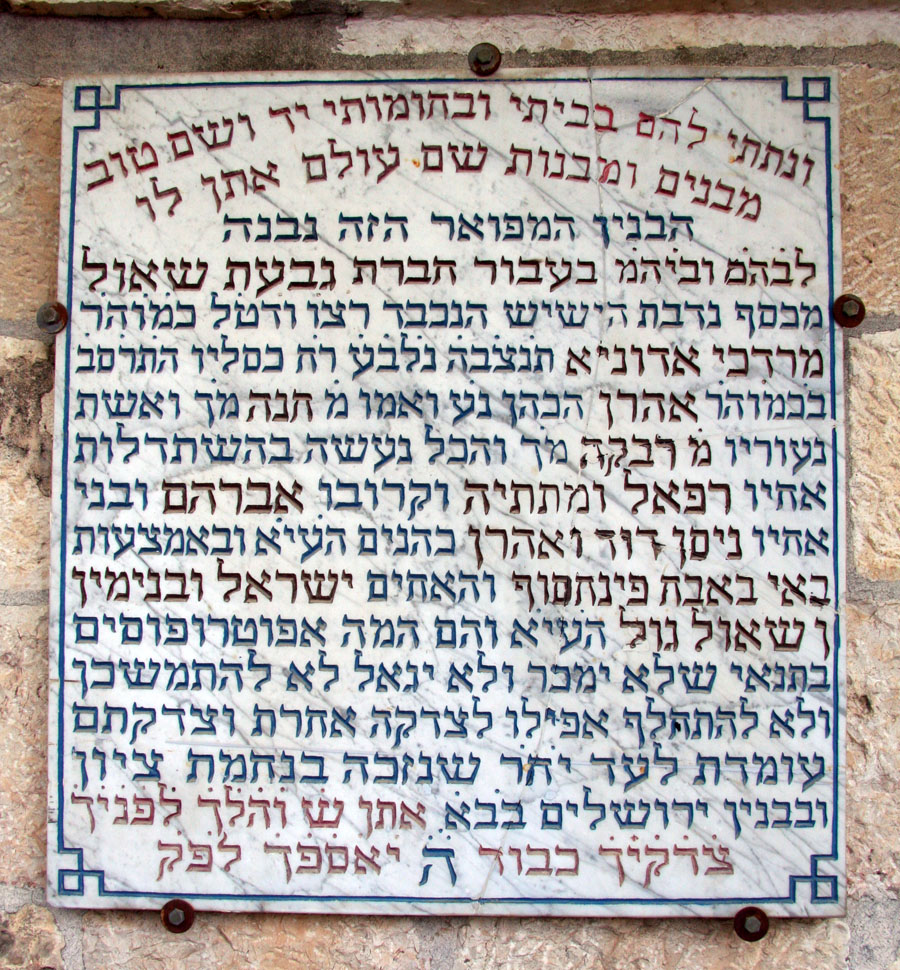
Plaque commémorative dans la cour de la synagogue Haji Adoniyah des crypto-Juifs de Mashhad, quartier Boukhari de Jérusalem

À l'initiative de Nader Shah (dynastie des Afsharides) en 1734, dix-sept familles juives de Qazvin le suivent dans sa capitale, Mashhad (en persan مشهد) (à Gath-ha-Hepher où Jonas est enterré) dans la région du Grand Khorasan, pour l'aider à gérer ses trésors et s'occuper de la culture des vers à soie. Mais le Shah est assassiné en 1747 et la nouvelle communauté juive de Mashhad se retrouve au milieu de l'hostilité des habitants de la ville chiite, qui ont tôt fait de les pousser en dehors, dans un ghetto où ils vivent dans la peur.
En 1839, eut lieu le Allahdad (« Justice divine ») qui fut une violente et sanglante émeute anti-juive à Mashhad, durant laquelle 35 Juifs furent tués et plus de 400 Juifs de la ville (soit 150 familles) convertis de force à l'islam, outre les viols, les synagogues brûlées, les maisons pillées... Après la conversion de ces Juifs (anoussim) de Mashhad, dits « Jadid al-islam » (nouveaux musulmans),  beaucoup pratiquèrent le crypto-judaïsme en continuant de suivre la Loi juive, à avoir des prénoms hébraïques (pour les hommes), à respecter la casheroute, à convoler en justes noces endogamiques, etc., tout en donnant l'apparence d'être musulmans en faisant montre de piété aux yeux de leurs voisins persécuteurs qu'ils craignaient toujours,. 
À la fin du XIXe siècle, le harcèlement des marranes de Mashhad par les musulmans était à son comble et les chefs de la communauté furent contraints d'effectuer le pèlerinage à la Mecque et recevoir le titre de « Hadj ». Ensuite, les Juifs pèlerins de La Mecque se rendirent à Jérusalem et au Tombeau des Patriarches à Hébron. Parmi eux, Haji M. Cohen acheta un terrain et construisit une synagogue dans le quartier de Boukhara à Jérusalem, en 1900. La synagogue Haji Adoniyah (he) de M. Cohen accueillit même des familles d'immigrants venues de Mashhad. Une autre synagogue des crypto-Juifs de Mashhad (he), fondée en 1907, se trouve à Tel Aviv.

### Tolérance mais pas de soutien
Le Britannique Charles James Wills, qui vécut pendant quinze ans en Iran, écrit en 1886 :
« L’État iranien agit avec beaucoup de tolérance envers ses minorités. Par exemple, les gabres, c’est-à-dire les adorateurs de feu, (les Zoroastres), qui vivent principalement à Yazd et dont le nombre est d’environ 8 000 personnes, n’ont jamais eu à subir de brimades de la part de l’État. Ils travaillent, font du commerce et toujours avec beaucoup de liberté. À peu près tous les chrétiens et les Arméniens sont sous la protection de l’État russe et les protestants sont défendus par les Anglais et les Américains. Contrairement aux juifs qui ne sont aidés par personne. Ils doivent payer des impôts à l’État, sont persécutés par les voyous et ceux qui veulent leur soutirer de l’argent ».
Charles James Wills est très perturbé par cet état de chose et il écrit : « Cette absence de soutien ne peut continuer et j’informerai leurs coreligionnaires en Europe pour qu’ils réagissent ».

### Mise à l'index
S'il n'y avait pas de persécution de la part du pouvoir iranien, les Juifs, isolés, étaient pour autant à la merci des aléas du moment. En 1891, lors du soulèvement contre les concessions du tabac, il se produit un accroissement du mécontentement populaire que l'autorité de la ville de Hamadân voulut estomper et pour faire diversion, se tourna contre les Juifs. Il rend obligatoire, sur leurs vêtements, le port d'un insigne « juif » de couleur rose ou jaune. Le voyageur et historien Benjamin II rapporte de ses voyages en Perse nombre de restrictions et discriminations imposées aux Juifs,. Des règlements sont affichés auxquels les Juifs doivent se soumettre, qui s'approchent fort des restrictions du dit Pacte d'Omar concernant les dhimmis, :
1. Il est interdit de sortir de chez soi les jours de pluie.
2. La femme juive ne doit pas se couvrir dans la rue et au bazar.
3. La femme juive doit porter un voile (châdor) de deux couleurs, pour ne pas être confondue avec une musulmane.
4. Les hommes ne doivent pas porter de vêtements de grande valeur. La qualité du tissu utilisée doit être du fil et de couleur bleue.
5. Ils ne doivent pas mettre de chaussures voyantes.
6. Chaque juif doit porter un tissu de couleur rose, qui est l'insigne “juif”, sur ses vêtements.
7. Il ne doit pas dépasser un musulman dans la rue.
8. Il ne doit pas parler fort avec un musulman.
9. S'il veut qu'un musulman, à qui il a prêté de l'argent, lui rende cette somme, il doit le lui demander avec crainte et politesse.
10. Si un musulman insulte un juif, ce dernier doit baisser la tête et ne pas répondre.
11. Si un juif achète de la viande, il doit bien la cacher pour qu'elle ne soit pas visible.
12. Un juif ne doit pas construire une maison de grande valeur.
13. La maison d'un juif doit être plus basse que les autres maisons.
14. La maison d'un juif ne doit pas être enduite de plâtre.
15. La porte de la maison d'un juif doit être basse.
16. Un juif ne doit mettre de manteau, il peut le garder sous le bras.
17. Un juif n'a pas le droit de se raser.
18. Un juif n'a pas le droit de sortir de la ville et pour se promener, ne doit pas être à l'extérieur de la ville.
19. Les médecins juifs n'ont pas le droit de monter à cheval.
20. Si un juif a bu du vin, il ne doit pas être vu dans la rue, sinon il est passible de mort.
21. Un mariage juif doit être célébré dans le silence le plus total.
22. Les juifs ne doivent pas manger des fruits savoureux.

En 1897, Mozaffar od-Din Shâh se trouva dans l'obligation de rédiger un ordre écrit en faveur des Juifs. En particulier, il décréta : « Cette injonction est proclamée pour que le peuple vive dans la paix et la tranquillité. Par conséquent, les musulmans doivent arrêter de persécuter les juifs et ne manifester, de quelques manières que ce soit, des actes hostiles à leur encontre. Ceux qui porteront préjudice aux non-musulmans ou qui mettront des différences entre les uns et les autres seront sévèrement punis ». Mais d'autres troubles survenus dans différentes régions du pays ont obligé Mozaffar od-Din Shâh à édicter une nouvelle ordonnance : « Les persécutions contre les juifs deviennent une “interdiction absolue“ et il est précisé : « ceux qui oppressent des non-musulmans ou qui font des discriminations entre les uns et les autres seront sévèrement punis ». Les difficultés rencontrées par les Juifs seront longues à disparaître et il faudra attendre le concours des responsables venus d'Europe et l'ouverture des écoles de l'Alliance Israélite Universelle pour que les persécutions s'amenuisent lentement.

### Action de l'AIU

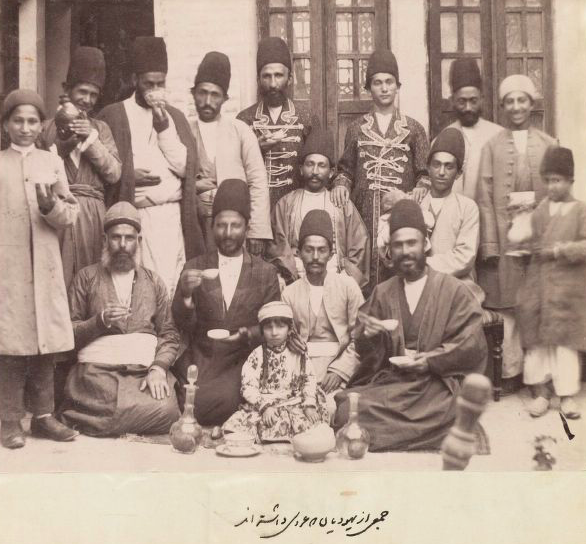
Groupe de Juifs lors d'un mariage par Ali Khan Vali, fin du s.

L'Alliance israélite universelle fut le vecteur de l'éducation moderne des Juifs d'Iran, jusqu'alors versés dans l'étude de l'hébreu et de la religion juive. La première école de l'Alliance dans la région fut créée à Bagdad (Irak) en 1865. Des contacts s'établirent avec la communauté juive iranienne mais ne furent pas concrétisés. 
Le 12 juin 1873, une réunion fut organisée à Paris entre Adolphe Crémieux, Naer Al-Din Shah, Mirza Osayn Khan (Premier ministre iranien), Malcolm Khan, représentant plénipotentiaire de l'Iran à Londres et des représentants de l'Alliance israélite universelle. Après échange de lettres, le Premier ministre iranien donna suite favorablement à la demande de création d'écoles de l'AIU en Iran. Mais un budget limité et le manque de professeurs ne permirent pas l'ouverture d'une école,. Puis, des écoles modernes, suivant le cursus français apparurent sous le règne de Mozaffaredin Shah. La première ouvrit ses portes à Téhéran en 1898. Suivirent celles de Hamadan (1900), Ispahan (1901), puis d'autres… Les professeurs insistaient sur la culture française et perse. Aussi, on assista à la quasi-disparition des études hébraïques. Des enfants musulmans, surtout de la noblesse, fréquentaient ces écoles de l'Alliance qui avaient bonne réputation. En 1904, 5 100 Juifs vivent à Téhéran à côté de notamment 324 zoroastriens mais seulement 372 Juifs suivent les cours des deux écoles pour les garçons et les filles établies à Téhéran par l'AIU.

## XXeetXXIesiècles

### Autour des deux guerres mondiales

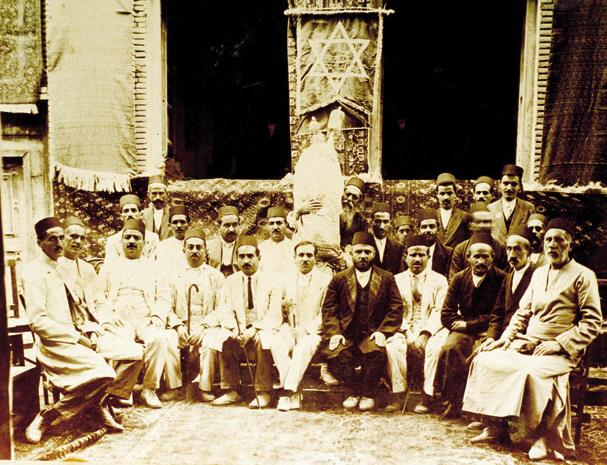
Juifs à Hamedan, 1917

La Première Guerre mondiale et donc la difficulté des communications avec Paris ne favorisèrent pas les conditions de poursuite de cette politique. De plus, les milieux religieux juifs iraniens traditionalistes ne voyaient pas d'un bon œil cette ouverture vers la culture occidentale. Ceci valait également pour d'autres pays orientaux. L'accent était mis sur la langue et la culture française, l'enseignement était dispensé en français, les manuels étaient aussi écrits dans cette langue. Mais les jeunes élèves juifs ne progressaient plus dans les connaissances des cultures perse et hébraïque, ainsi que dans l'étude de leur propre religion. Aussi, une forte contestation s'éleva dans ces milieux traditionalistes, et, vers 1921, l'étude du persan et celle de l'hébreu réapparurent dans le cursus. 

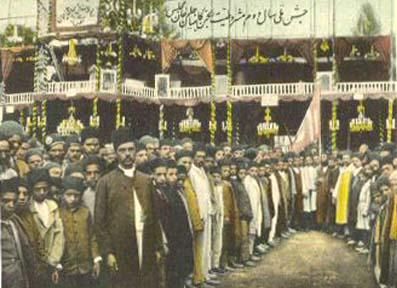
Kalimi (Juifs) mashrutiat, début

Sur le plan des libertés, des droits civiques et juridiques commencèrent à être accordés aux Juifs, dans le cadre de la Constitution, récemment mise en place sous la pression des intellectuels, du Bazar et des imams. Ces derniers ne supportaient plus le régime tyrannique de Mozaffaredin Shah (1896-1907). Le Majlis (Parlement), également récent (1909) comptait un représentant juif. La révolution constitutionnelle, qui s’étend de 1906 à 1911 a fait passer tous les Iraniens, y compris juifs, du statut de sujets impériaux à celui de citoyens.

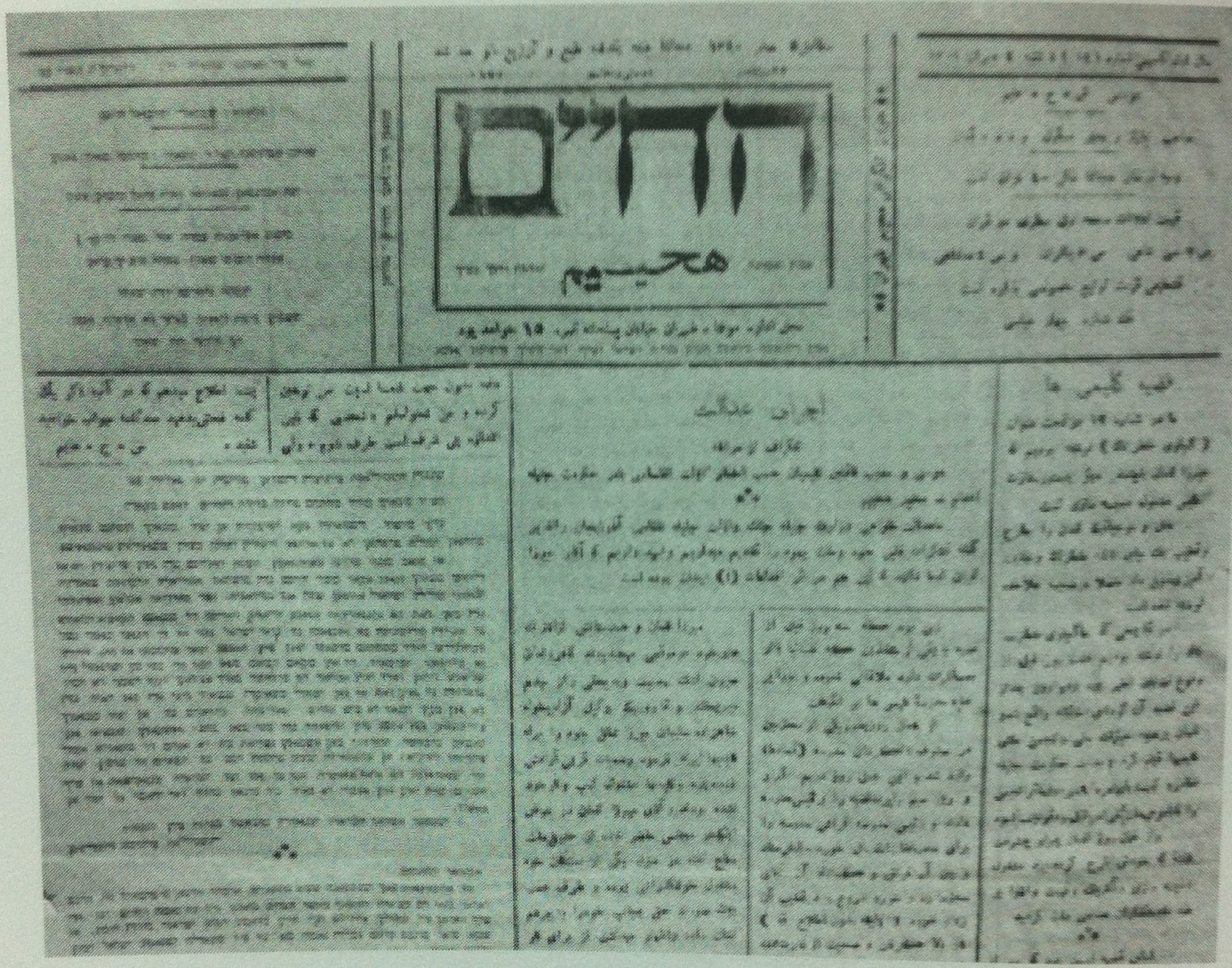
« Ha-Haim » (1922-1925), journal judéo-persan publié par Samuel Haim : à droite en persan standard et à gauche en judéo-persan et lettres hébraïques, 1925

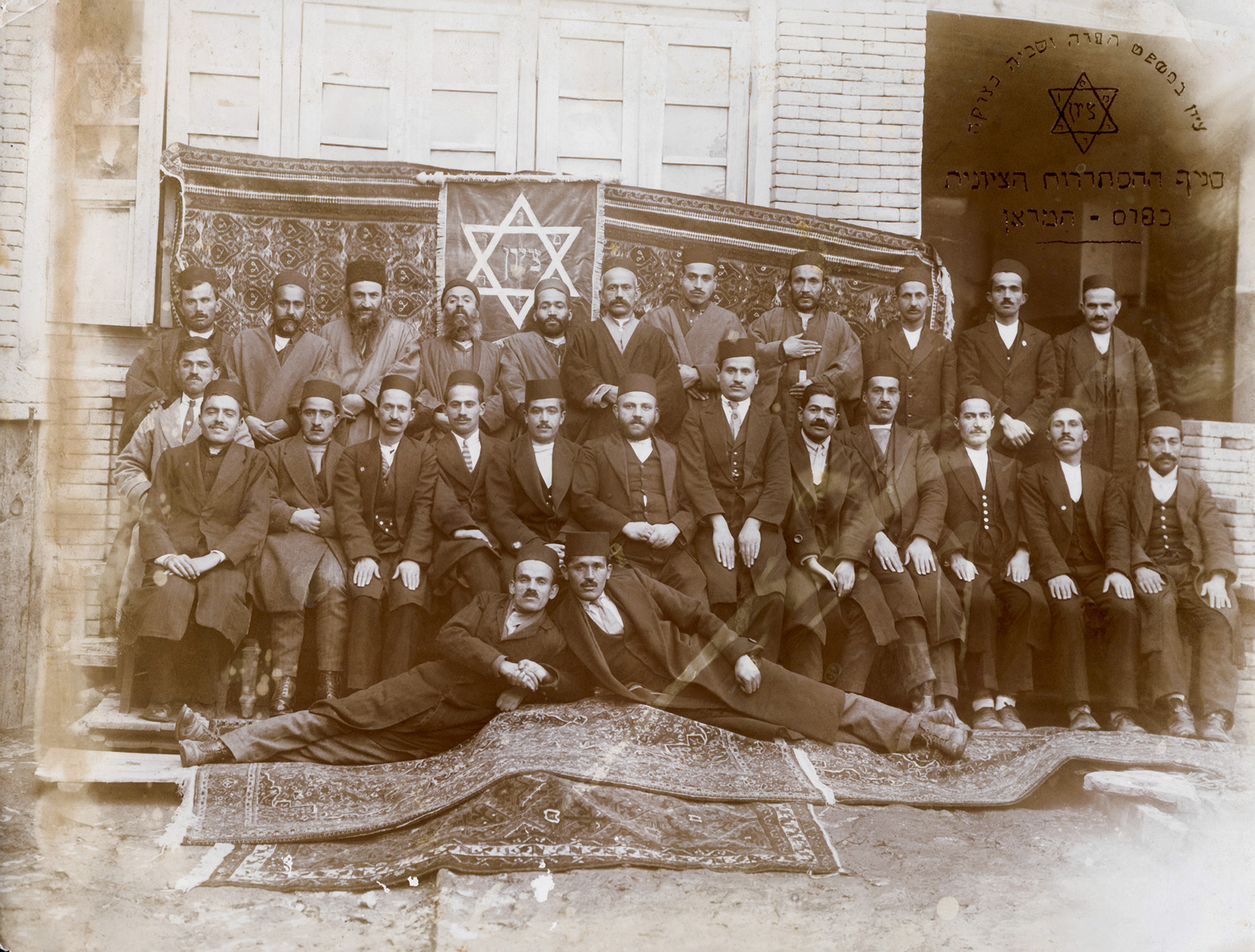
Fédération sioniste d'Iran, 1920

La déclaration Balfour de 1917 éveilla en eux un engouement pour le sionisme. Progressivement, l'immigration vers Israël se faisait et alors qu'en 1917, Jérusalem comptait 1 500 Juifs iraniens, en 1925, on en comptait 7 000 dans la Palestine d'alors (surtout à Jérusalem). Ils avaient conservé la nationalité iranienne et s'étaient organisés en fonction de leur origine géographique : Chiraz, Yazd, Bushehr, Hamadan…
Durant la Seconde Guerre mondiale, l’antisémitisme se développe en Iran, en partie en réaction à l'occupation par le Royaume-Uni et l'Union soviétique d'une partie du pays. Environ 1 200 Juifs d'Europe se sont vu accorder la nationalité iranienne par le consul iranien de Paris, Abdol Hussein Sardari, pour échapper aux persécutions. Le nouveau parti communiste, le Toudeh, qui combattait l'antisémitisme, devient très influent auprès de la population juive.
Jusqu'au XXe siècle, les Juifs étaient confinés dans leurs propres quartiers. En général, ils étaient une minorité pauvre, leurs occupations étaient restreintes à l'usure et au travail des métaux précieux. Depuis les années 1920, les Juifs ont eu de meilleures perspectives de mobilité sociale et économique. Ils ont reçu de l'assistance de nombreuses communautés juives internationales, qui ont permis d'introduire l'électricité et l'eau courante dans les quartiers juifs. Les Juifs ont, depuis le début de l'ère Pahlavi, gagné de l'importance dans les bazars de Téhéran et des autres villes et ont pu accéder après la Seconde Guerre mondiale à des professions libérales, notamment la pharmacie et la médecine.

### Révolution iranienne
La communauté juive iranienne, alors forte de 80 000 à 100 000 personnes, prend activement part à la révolution iranienne de 1978-1979. L’hôpital juif de Téhéran protège les manifestants blessés (les hôpitaux étaient alors tenus de dénoncer et de livrer les manifestants aux mains de la police secrète, la Savak) et coordonne même des opérations de sauvetage avec l’ayatollah Mahmoud Taleghani, proche de Rouhollah Khomeini. Une délégation juive se rend parallèlement en France pour rencontrer ce dernier et lui témoigner son soutien. Ce n'est cependant pas la perspective d’une République islamique qui mobilise les Juifs iraniens, plutôt proches des mouvements nationalistes ou du Parti communiste, mais la lutte contre la dictature du chah.La constitution de la République islamique d'Iran de 1979 reconnaît les Juifs comme une minorité religieuse et leur accorde un siège réservé au Parlement : c'est aujourd'hui le Dr Ciamak Moresadegh (Moreh Sedgh) successeur en 2008 de Maurice Motamed, qui occupe ce poste et ne cache pas ses sentiments anti-sionistes qu'il a défendus en 2015 à l'Assemblée générale des Nations unies où il accompagnait le président Hassan Rohani. Il est l'ancien président du Comité juif de Téhéran et le directeur de l’hôpital juif de Téhéran « Dr Sapir », fondé au milieu du XXe, à l’origine pour des patients juifs mais accueillant aujourd’hui 90 % de patients musulmans ; cet hôpital privé fonctionne avec des subsides de l’État mais garde un caractère juif, puisque sur les deux cuisines de l’établissement, l’une est casher.
Comme pour les autres minorités du pays, tous les droits ne leur sont pas accordés et ils connaissent une restriction au niveau politique et de l’emploi.

### Époque contemporaine

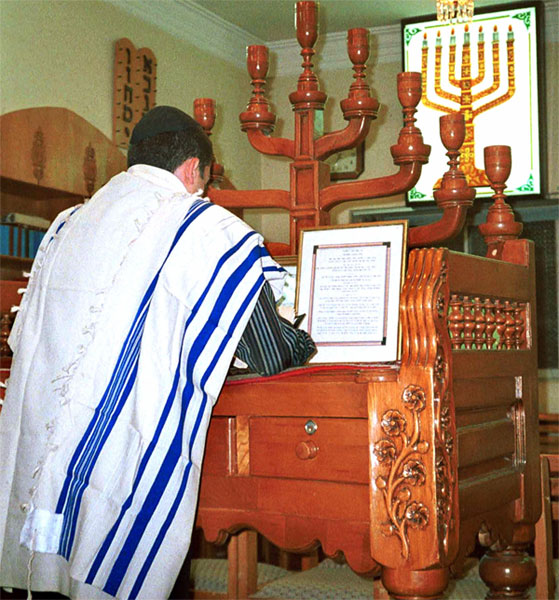
Un Juif d'Iran en train de prier dans une synagogue de Shiraz en 1999.

Selon Helen Chapin Metz, comme les chrétiens, les Juifs n'ont pas été persécutés. Cependant, au contraire des chrétiens, ils ont toujours été regardés avec suspicion par le gouvernement de la République islamique, probablement parce que le gouvernement est intensément hostile à l'État d'Israël, outre les accusations récurrentes d'espionnage au profit d'Israël : en 2000, 13 Juifs iraniens sont condamnés à des peines d’emprisonnement pour espionnage pour le compte d’Israël et certains sont exécutés,.
Durant le régime de Mahmoud Ahmadinejad (2005-2013) dont les propos visent à « éradiquer Israël » de la carte, sa forte sympathie pour les positions négationnistes et l’organisation d’une « conférence internationale sur la Shoah », suivie du Concours international de caricatures antisémites, la communauté juive fait profil bas : « ne pas entendre, ne pas se mêler, courber l’échine en attendant que l’orage passe ». En effet, après qu'Haroun Yashayaie, alors président du Comité juif de Téhéran, a critiqué dans une lettre officielle en 2006, les positions révisionnistes du président en place, il est contraint à la démission,.

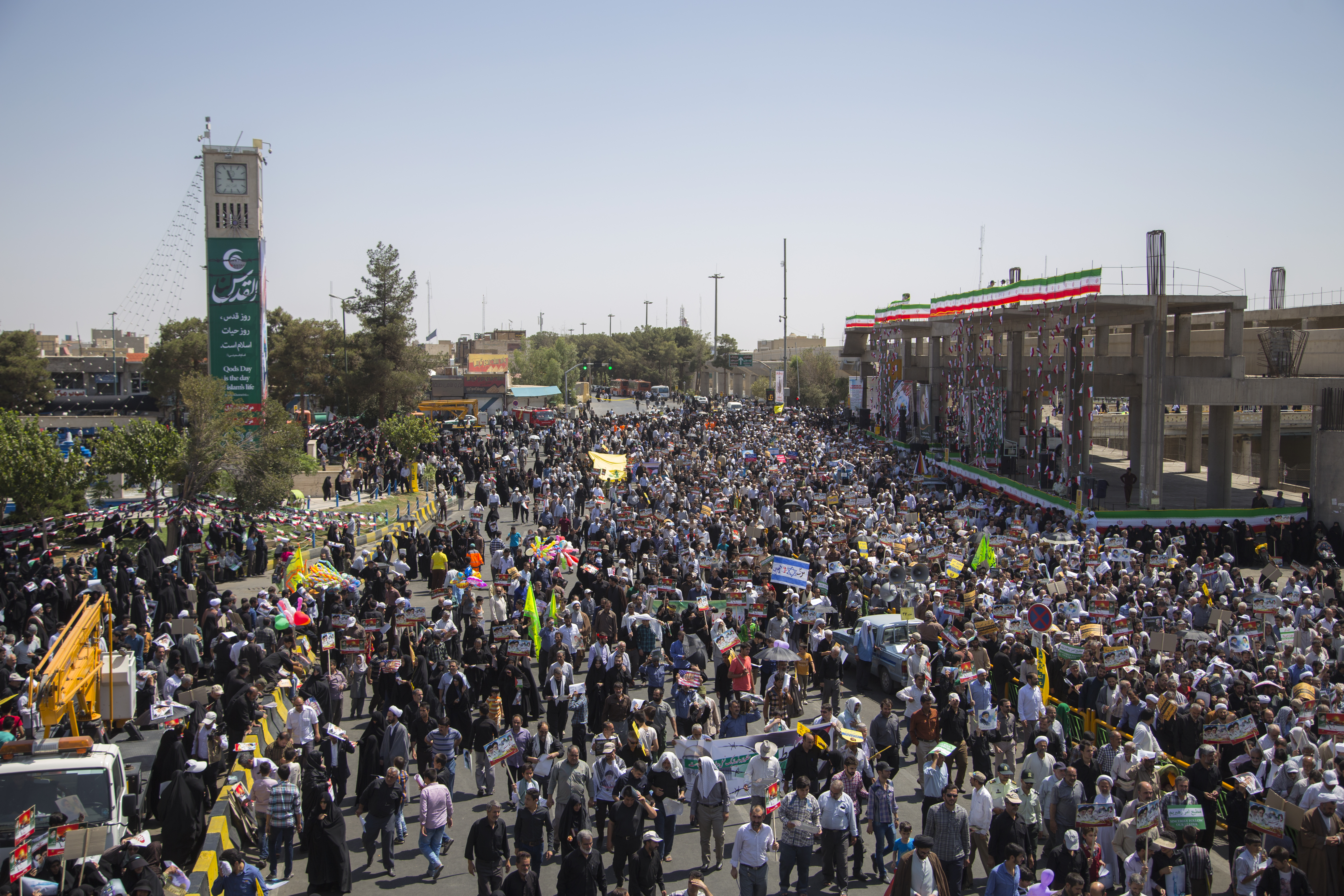
Quds Day, manifestation annuelle contre l'occupation de Jérusalem par Israël, 2015

Chaque année, a lieu une manifestation de grande envergure à Qom, appelée « la Journée mondiale d’Al-Quds » (persan: روز قدس), destinée à protester contre le contrôle israélien sur Jérusalem et à exprimer la solidarité avec le peuple palestinien. Elle a été instaurée en 1979 par l’ayatollah Khomeini, fondateur de la République Islamique d’Iran, et se déroule le dernier vendredi du mois de ramadan qui devient un jour férié. 
Officiellement, la communauté juive d'Iran prend vivement position pour les Palestiniens et contre les « crimes des sionistes » en Israël et critique même « certains gouvernements arabes pour leur inaction et leur silence face aux actes inhumains et aux crimes de guerre israéliens à Gaza et dans l'ensemble des territoires palestiniens » ; elle est également présente lors de manifestations où même les enfants juifs brandissent des slogans antisionistes en farsi et en hébreu,.
Après la reconnaissance par le président américain Donald Trump de Jérusalem comme capitale d’Israël en décembre 2017, deux synagogues sont successivement profanées et vandalisées à Shiraz en 24 heures,.
En juin 2020, le grand-rabbin d'Iran, Yehuda Garami nie tout lien entre le judaïsme et le sionisme : « Le judaïsme est une religion vieille de 3 300 ans tandis que le sionisme est un mouvement national et politique qui n’est vieux que d’une centaine d’années. [...] Le gouvernement israélien ne se soucie pas du tout du judaïsme. Tout ce qui est prétendument offert aux Orthodoxes est accordé en raison d’un accord politique ou autre, cela n’a rien à voir avec leur approche religieuse. » Il a aussi expliqué que la communauté juive de la république islamique – la plus importante de la région après celle d’Israël – jouissait « d’une totale liberté de religion : « Contrairement à l’Europe, par exemple, il n’y a pas de gardiens à l’entrée de nos synagogues et de nos écoles, et notre sécurité personnelle est excellente. »

### Voyage et émigration

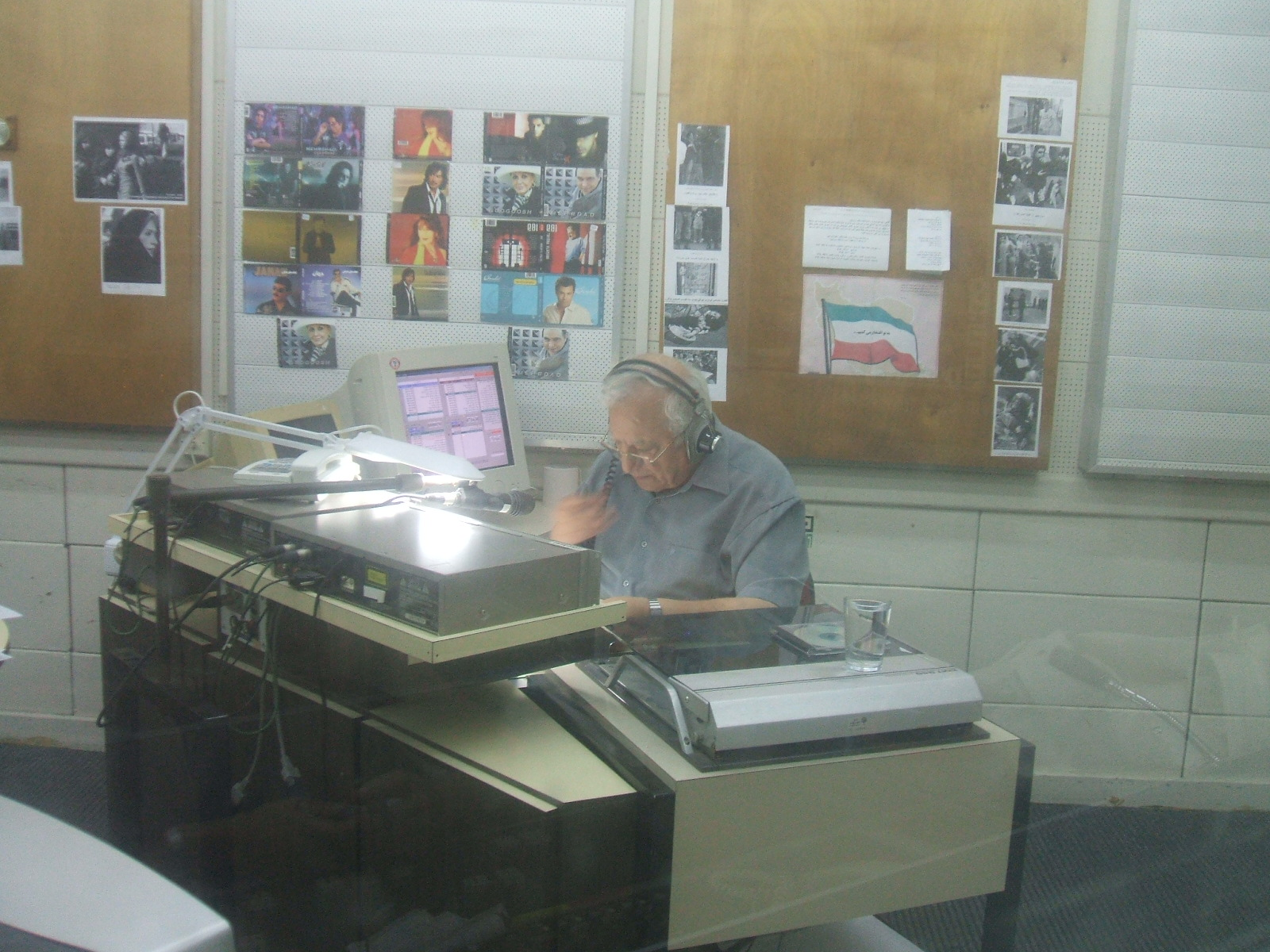
Le studio israélien du service Israel radio Persian tenu par Menashe Amir, 2009

Les Juifs iraniens sont généralement autorisés à voyager en Israël et à émigrer à l' étranger mais ils doivent se soumettre à des démarches difficiles pour la demande de passeport et de visa dans une section spéciale du bureau des passeports, où le voyage en Israël doit être fait par l'intermédiaire d'un pays tiers. Cependant, le taux d'émigration est faible. Entre octobre 2005 et septembre 2006, 152 Juifs ont quitté l'Iran contre 297 au cours de la même période de l'année précédente, et 183 deux années auparavant. La plupart de ceux qui ont quitté l'Iran ont prétendu des raisons économiques et familiales comme motivation. 
En juillet 2007, la communauté juive iranienne a rejeté les incitations financières à l'émigration (offres allant de 5 000 à 30 000 livres sterling) financées par un riche Juif expatrié, avec le soutien du gouvernement israélien. Les sommes offertes étaient jusqu'à trois fois supérieures au revenu annuel moyen d'un Iranien.  Cependant, à la fin de 2007 au moins quarante Juifs iraniens ont des propositions financières offertes par des associations caritatives juives pour immigrer en Israël. Il a été affirmé que la majorité des juifs iraniens préfèrent rester en Iran parce qu'ils sont autorisés à vivre une vie juive confortable mais le dirigeant de la Fédération juive irano-américaine, Sam Kermanian, a contesté cette affirmation, déclarant que la majorité des Juifs iraniens sont des personnes âgées ne parlant que de perse, et par conséquent, sont naturellement moins enclines à émigrer. 

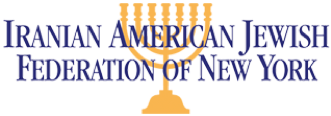
Logo de la Fédération juive américano-iranienne de New York

Quand les synagogues Kashi et Hadash dans le quartier Maaleh de Shiraz ont été vandalisée en 2017, Kermanian a pu déclarer à la presse : « De toute évidence, (les Juifs iraniens) ont peur... Ils ne se sentent pas à l’aise pour en parler librement, mais dans l’ensemble, la vie continue ». Il a également appelé les autorités de la République islamique d’Iran à assurer la protection de tous les lieux de culte ainsi que tous les membres de la communauté, et à traduire en justice les auteurs de ces actes criminels.
L’Iran comptait entre 80 000 et 100 000 Juifs avant la Révolution islamique de 1979. Cette dernière provoque l’émigration des familles plutôt fortunés, y compris juives. Par la suite, la guerre Iran-Irak (1980-1988) et les propos antisémites de certains dirigeants incitent de nombreux Juifs iraniens à quitter le pays, principalement pour les États-Unis, Israël ou l'Europe. En 2019, Anna Kaplan qui avait fui Téhéran pour les États-Unis en 1979, est la première sénatrice new-yorkaise d'origine iranienne.

### Éducation juive

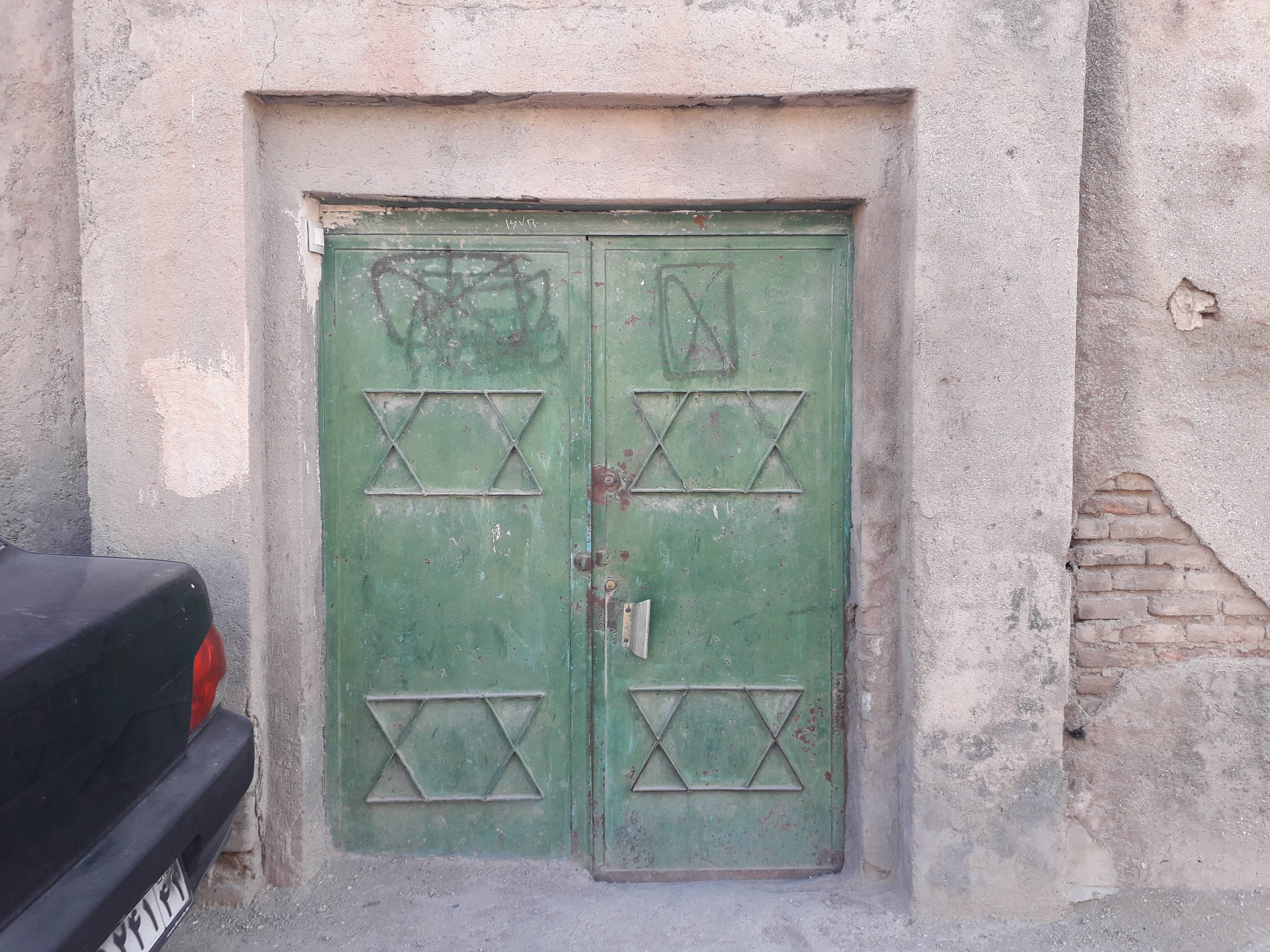
Portes de la synagogue de Borujerd, 2019

En 1996, il y avait encore trois écoles à Téhéran où les Juifs étaient majoritaires mais les directeurs juifs ont été remplacés. Le programme scolaire est islamique et le Tanakh est enseigné en persan plutôt qu'en hébreu. L'organisation Ozar HaTorah mène des cours d'hébreu le vendredi.
En principe, mais à quelques exceptions près, il y a peu de restriction ou d'ingérence dans la pratique religieuse juive. Cependant, l'éducation des enfants juifs est devenu plus difficile au cours des dernières années. Le gouvernement permet l'instruction en hébreu, en reconnaissant qu'il est nécessaire pour la pratique religieuse juive. Pour autant, il décourage fortement la distribution des textes hébreux, donc dans la pratique, il est difficile d'enseigner la langue. De plus, le gouvernement a exigé que plusieurs écoles juives restent en fonctionnement le samedi, le jour du shabbat (jour de repos juif où notamment, l'on se rend à la synagogue), conformément au calendrier des autres écoles du système scolaire. Étant donné que certains types de travaux (comme l'écriture ou l'utilisation d'appareils électriques) pendant le shabbat violent la loi juive, cette exigence de faire fonctionner les écoles le shabath rend la vie difficile pour les juifs pratiquants devant à la fois se rendre à l'école tout en adhérant à un principe fondamental de leur religion. 
À l’université, le taux de réussite des étudiants juifs est légèrement supérieur à la moyenne : 98 % contre 92 %.

### Centres juifs

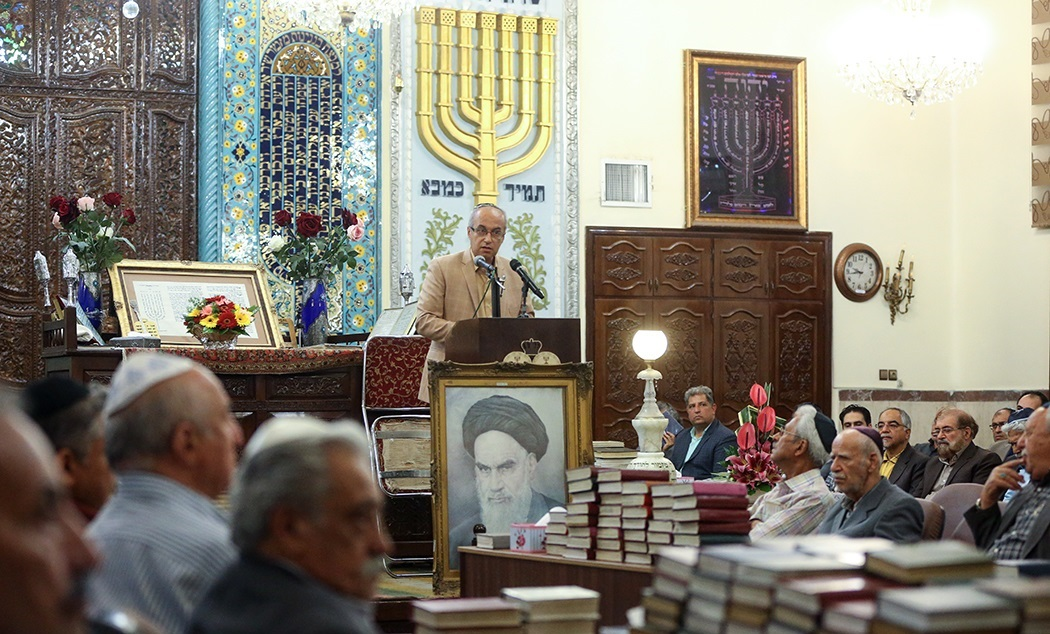
Synagogue Yosef Abad lors de l'anniversaire de l'ayatollah Khomeini ; son portrait trône dans ce lieu de culte juif et des discours laudateurs s'y succèdent, Téhéran, mai 2018

La plupart des Juifs vivent à Téhéran, la capitale. Aujourd'hui, il y a onze synagogues en fonctionnement à Téhéran et plusieurs d'entre elles possèdent une école hébraïque. La ville dispose de deux restaurants casher, une maison de retraite et un cimetière juifs. Il existe également une bibliothèque juive possédant 20 000 titres.   
En 2003, il y a 25 synagogues en Iran. Ispahan possède une population juive d'environ 1 500 personnes, la plupart du temps constituée par des hommes d'affaires et de nombreuses entreprises juives sont concentrées dans une zone appelée « Passage juif ». En 2015, on recense 13 synagogues à Isfahan, dont la principale synagogue sur la « place de la Palestine ».

### Juifs iraniens contemporains

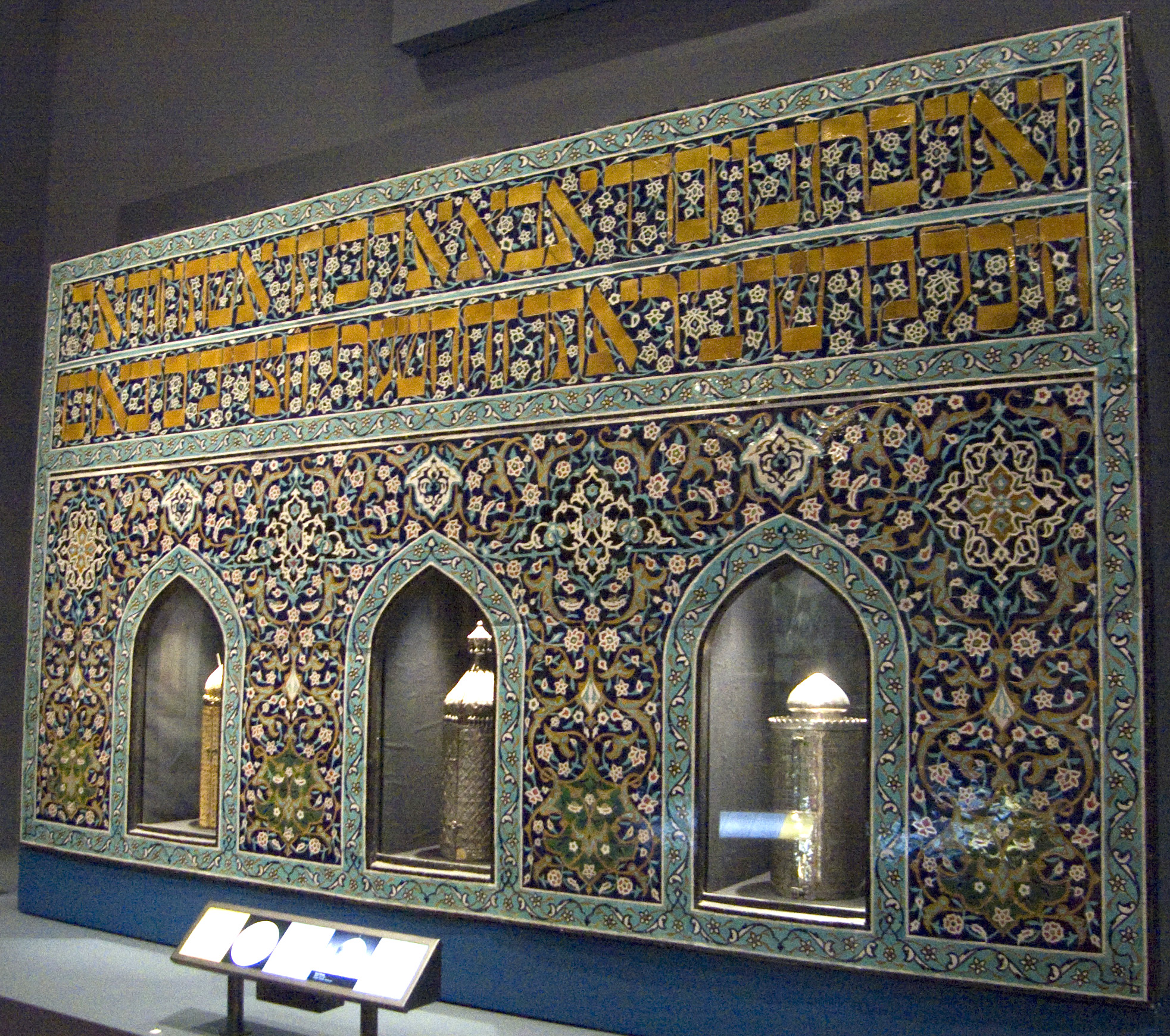
Portion d'un mur de la synagogue du d'Ispahan, musée juif de New York

De nombreux Juifs iraniens ont de la famille en Israël et continuent d'avoir des contacts avec eux. Par exemple, Moshe Katsav, président de l'État d'Israël de 2000 à 2007, est originaire de Yazd et environ 45 000 Juifs iraniens ont émigré en Israël entre 1945 et 1977. Depuis 1979, quelques situations ont été constatées dans lesquelles le gouvernement iranien accuse des Juifs d'espionnage (au même titre que des milliers de compatriotes iraniens) et en a même fait exécuter certains dont le représentant de la communauté à Téhéran Habib Elghanian, le 9 mai 1979.
Le recensement de 2014 estime à 25 000 le nombre de Juifs présents en Iran, alors qu'ils étaient 85 000 en 1978. Celui de la communauté juive d'Hamadan comptait 7 000 juifs avant la Révolution iranienne de 1979 et ils ne sont plus que quinze, en 2014. Cependant, il y aurait une sous-estimation du nombre de Juifs Iraniens du fait volontaire du régime iranien actuel, et le chiffre de 2014 de 25 000 Juifs présents en Iran indiquerait le nombre de Juifs inscrits sur les listes électorales qui auraient voté lors des dernières élections d'avant 2014. Cependant, l'attitude du régime Iranien change en fonction des tensions avec l'état d'Israël, et même, avec les États-Unis. En général, si les tensions sont très fortes avec l'état hébreu, les autorités iraniennes indiquent des chiffres très bas en ce qui concerne l'estimation des Juifs présents en Iran. La majorité des Juifs Iraniens restent très discrets, et n'invitent pas à boycotter les scrutins électoraux. Souvent, en Iran même, les chiffres de 50 000 à 60 000 Juifs présents dans le pays circulent de nos jours, confirmés par certaines ONG ou organisations juives, ou même, par des opposants iraniens musulmans, mais ne sont confirmés par aucune étude, sans doute pour laisser vivre dans une grande discrétion la communauté juive iranienne.     
Au cours des siècles, les Juifs d'Iran sont devenus physiquement, culturellement et linguistiquement indifférenciables des populations non-juives. La très grande majorité des Juifs en Iran ont le persan pour langue maternelle et une très petite minorité parle le kurde. Les Juifs sont majoritairement installés dans les zones urbaines. Dans les années 1970, ils étaient concentrés à Téhéran, avec des communautés plus petites à Shiraz, Isfahan, Tabriz, Hamedan, Babol et Kashan et ailleurs.
En outre, il existe un grand nombre de personnes en Iran qui sont des descendants directs de Juifs qui se sont convertis à l'islam ou la foi bahá'íe. 

## Pèlerinage
Juifs comme musulmans effectuent des pèlerinages sur les sites iraniens où reposeraient des personnages communs à la Bible et au Coran. Parmi les plus importants, on peut citer : le tombeau de Daniel à Suse, d'Esther et Mardochée à Hamadân, d'Habacuc à Tuiserkân, de Musa Ben Bary à Nahâvand, d'Abraham Ben Ezra à Semnân et de Néhémie en basse Mésopotamie. Des lieux de pèlerinage existent également à Ispahân ou à Qazvin avec les trois amis du prophète Daniel (Hanania, Michaël et Azria, appelés ici en arabe : Salam, Solum, al-Qiyaet Sohuli) et à Kashân avec Musa Lâvy.  
Au cimetière juif « Sarah Khatoum » du IIe siècle de Par Bakran près d’Ispahan, la légende dit qu’y a vécu et enterré Sarah, fille d’Asher, l’un des douze fils de Jacob ; la communauté juive d’Iran s’y réunit chaque année autour de Rosh Hashana pour prier mais également pour s’y retrouver, manger, boire (y compris de l’alcool) et favoriser les rencontres entre jeunes. Toutefois, quand le Nouvel An juif tombe le mois de Muharram, période de deuil pour les Chiites (lamentations, auto-flagellations), comme en 2016, la communauté juive s’abstient de toute réjouissance, musique et danse dans un esprit de « respect mutuel ».
ll existe aussi des tombes de plusieurs érudits juifs remarquables en Iran tels que Harav Ohr Shraga à Yazd et Hakham mollah Moshe Halevi à Kashan, qui sont également visitées par les pèlerins musulmans.

Tombeaux de figures bibliques
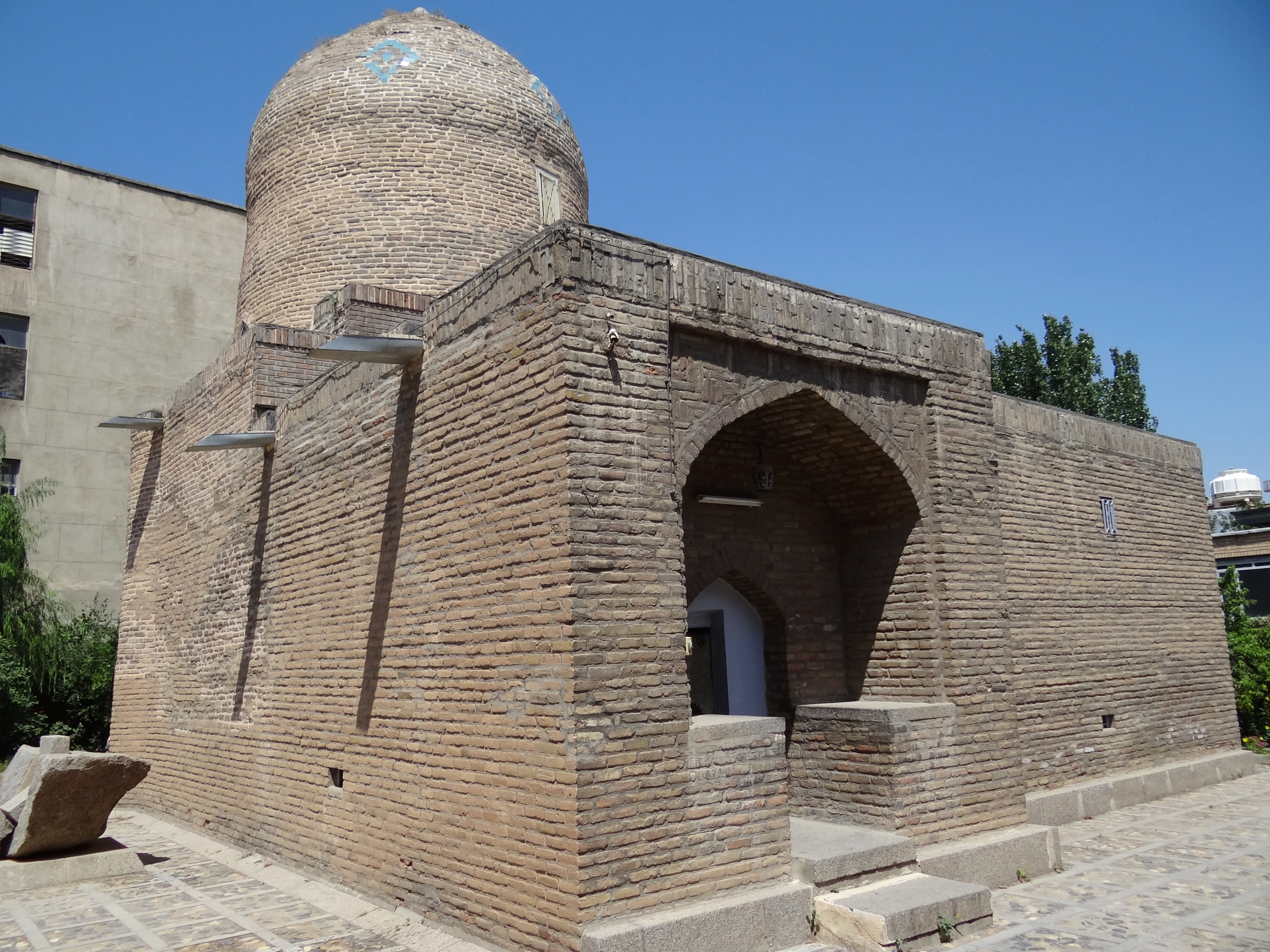
Tombeau d'Esther et Mardochée (Mordehaï) à Hamadan
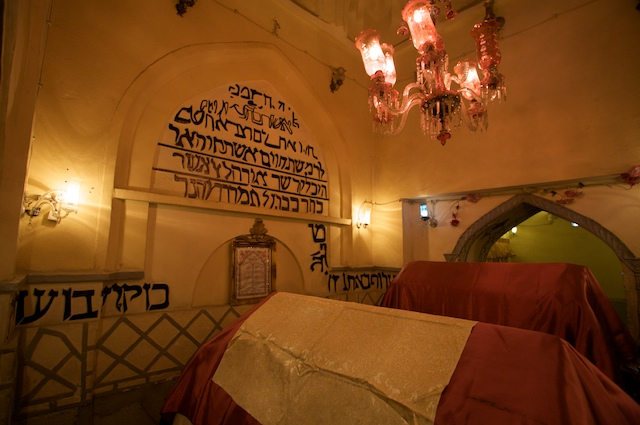
Intérieur du tombeau d'Esther et Mordechaï
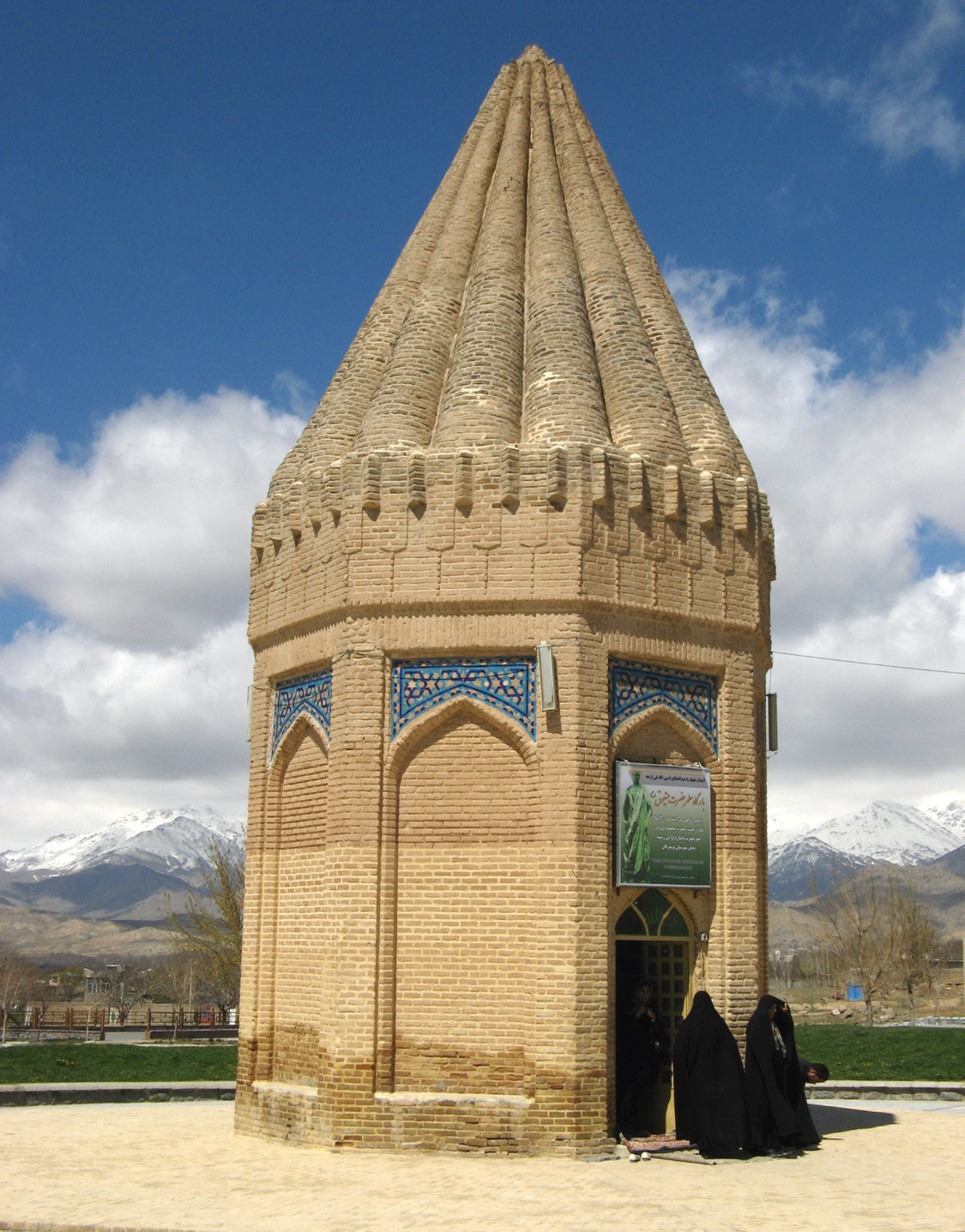
Mausolée d'Habakuk dans la province de Tuyserkan
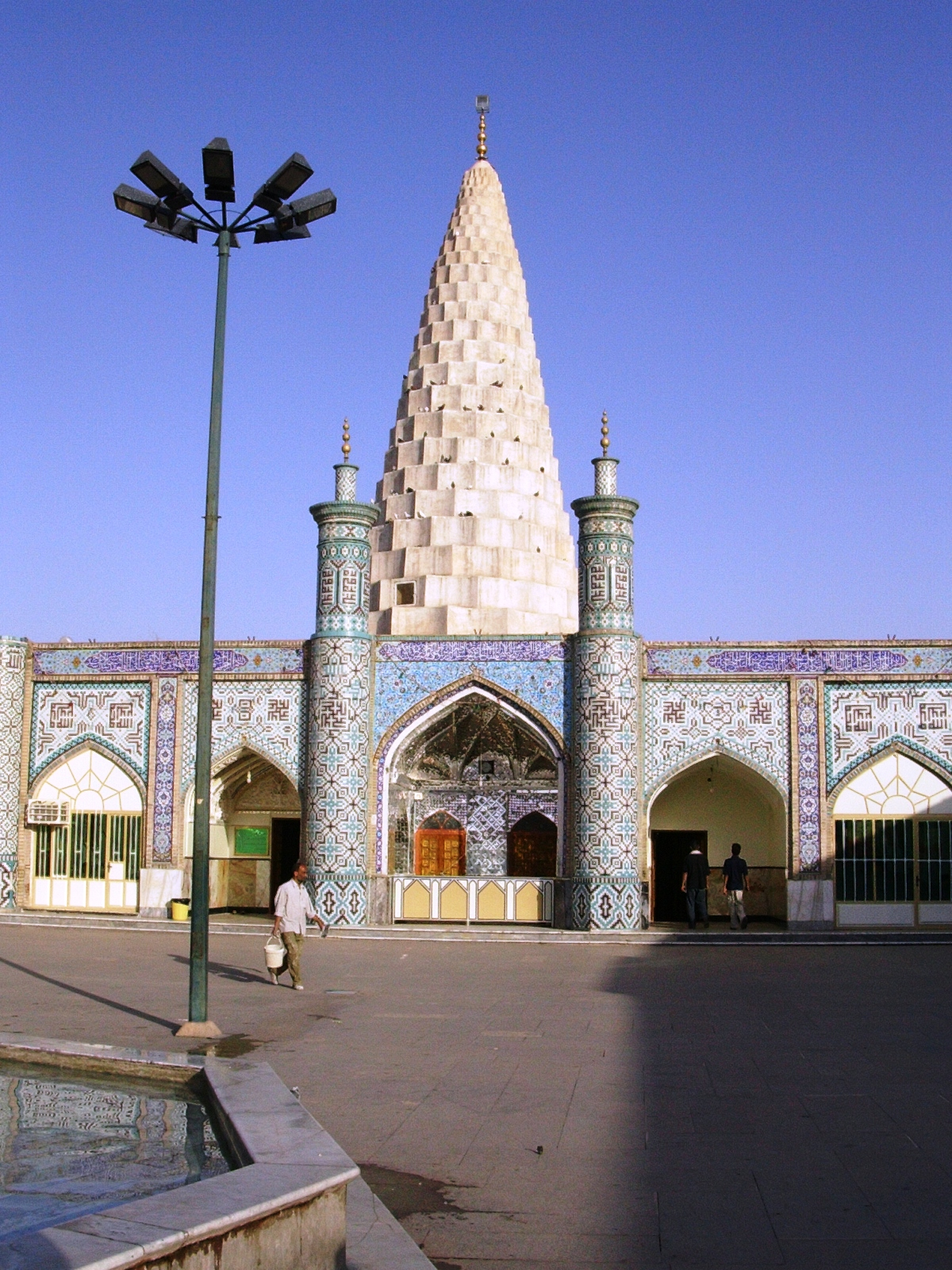
Tombe du prophète Daniel à Suze
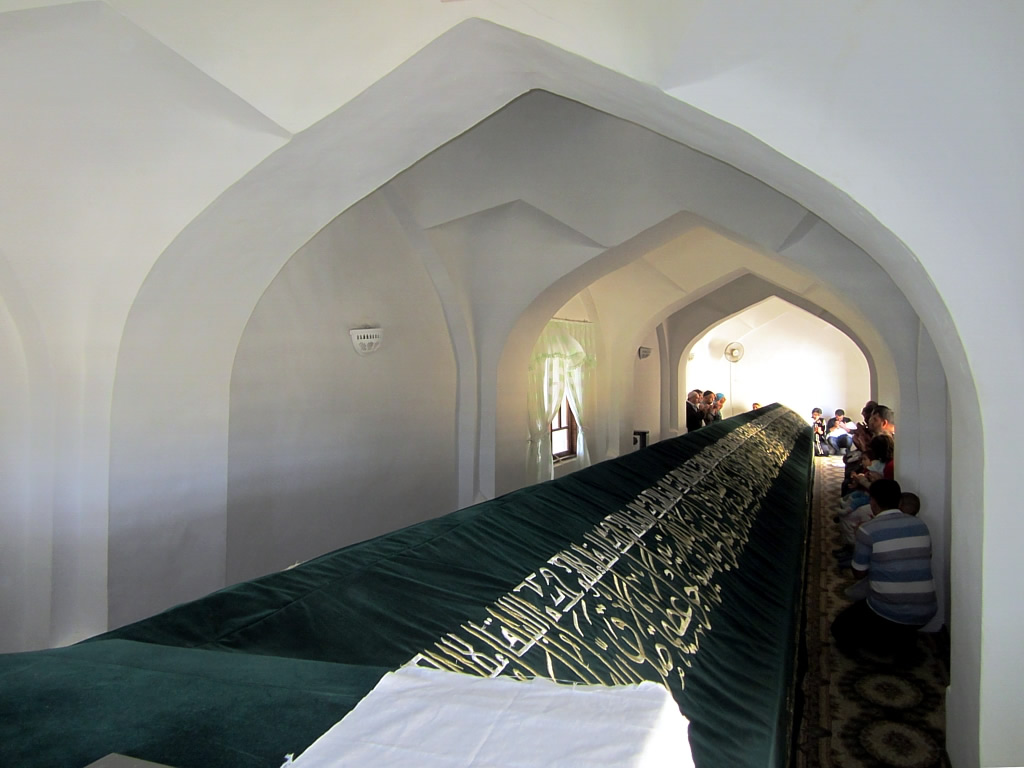
Intérieur du tombeau de Daniel
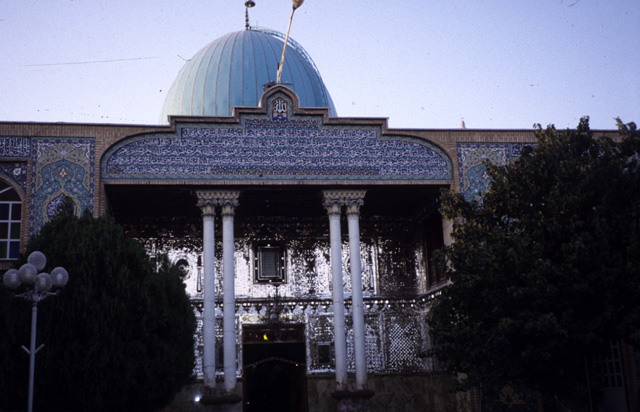
Place des Prophètes à Qazvin où quatre prophètes juifs seraient enterrés
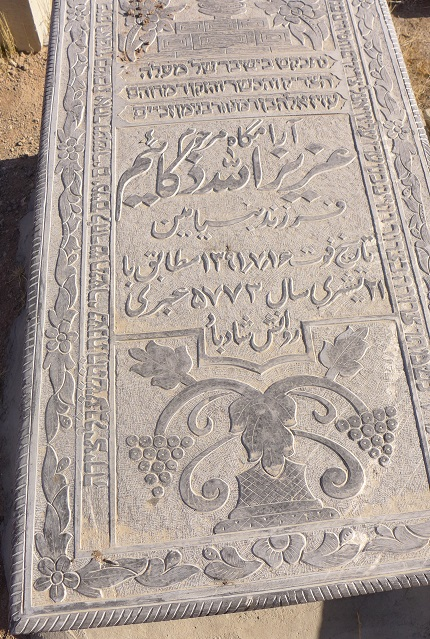
Tombe de Sarah bat Asher, petite-fille de Jacob, au cimetière du IIe de Pir Bakran

## Galerie générale

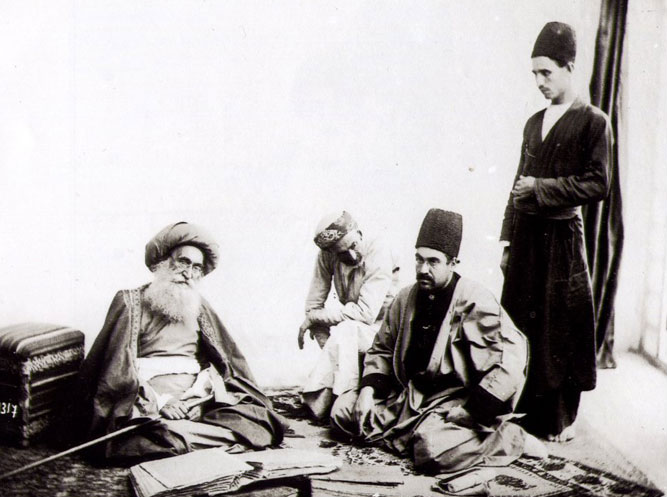
Hakim Nour Mohammad, médecin juif, 1850 et 1933
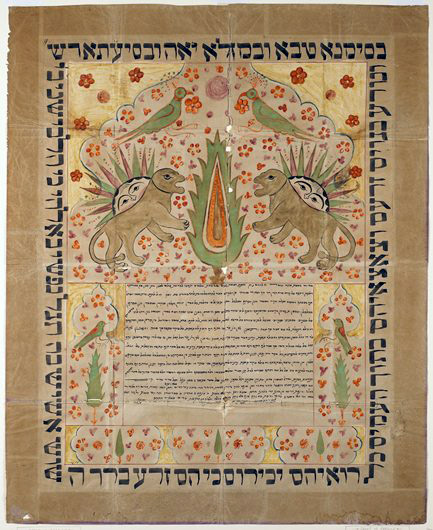
Ketouba, Isfahan, 1879
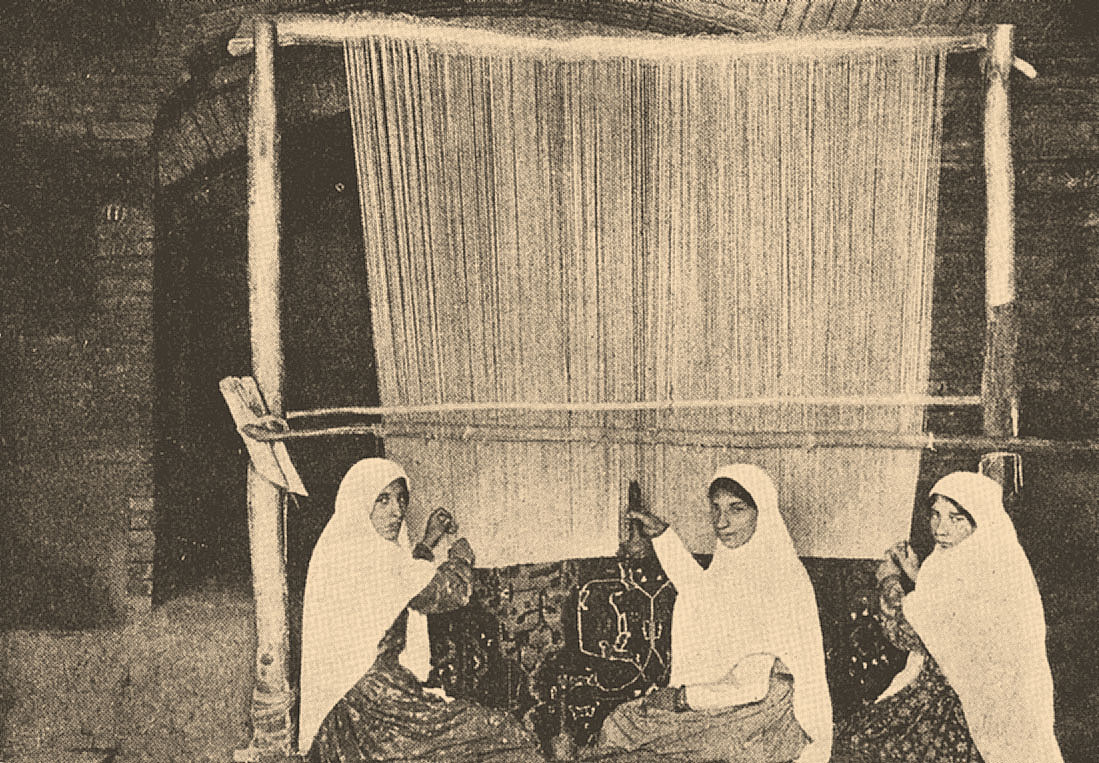
Chez un fabricant juif de tapis persans, av. 1906
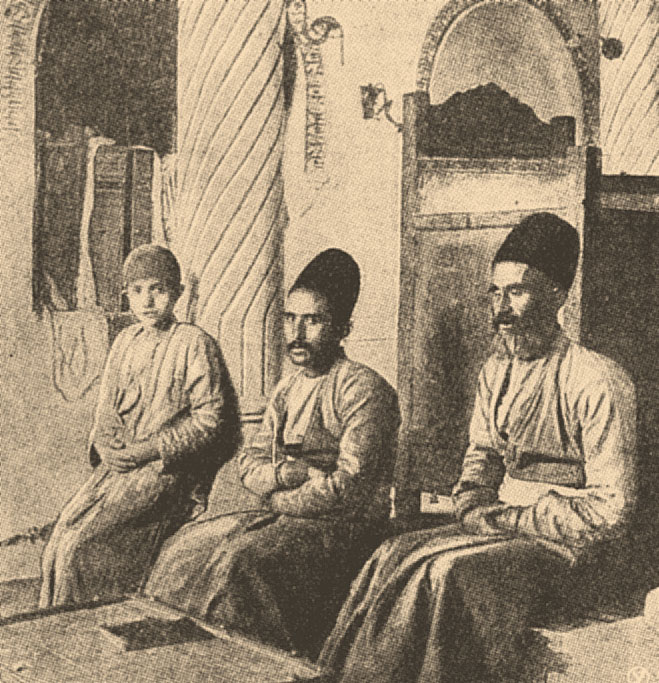
Intérieur de la Grande synagogue de Téhéran, av. 1906
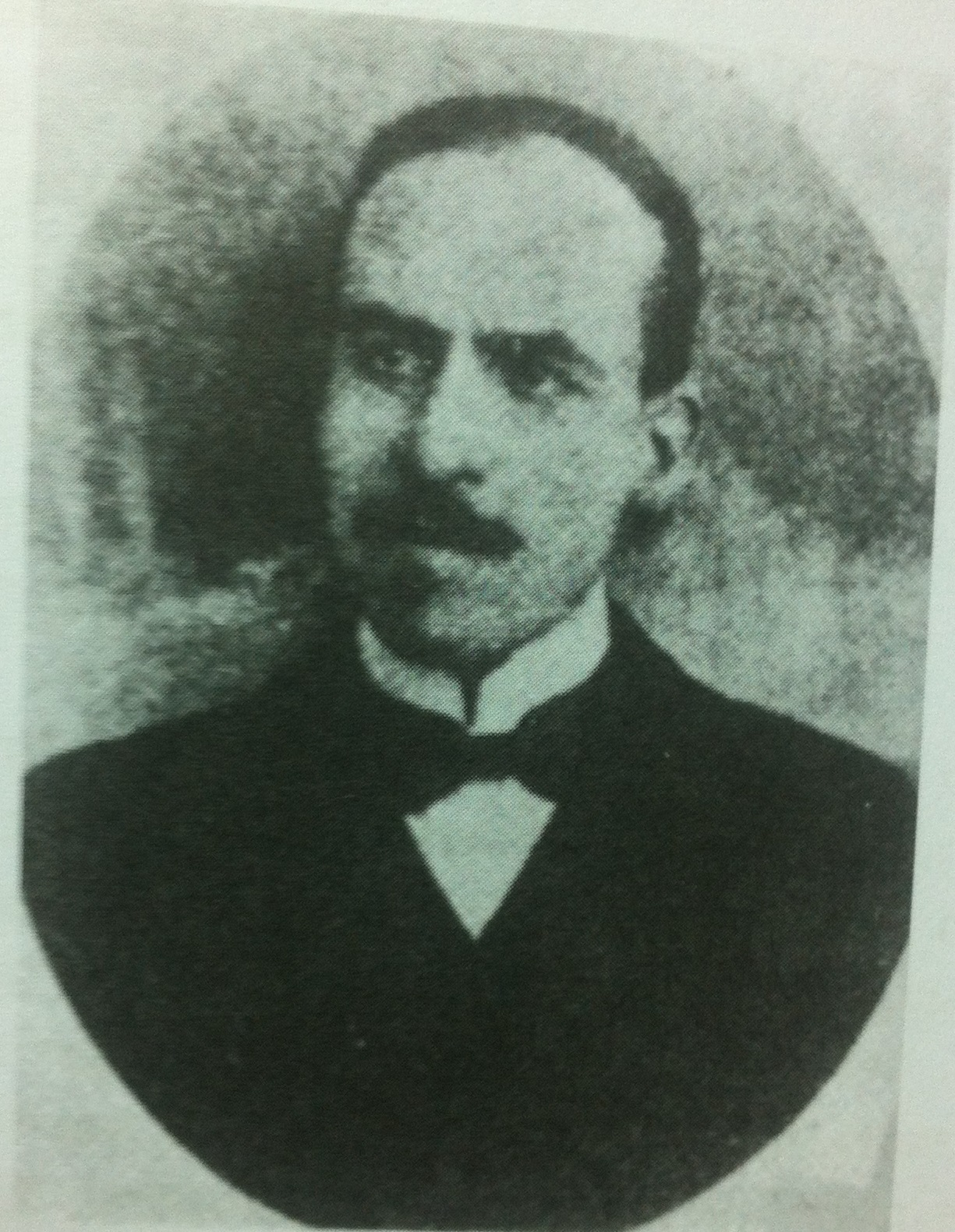
Samuel Haim (en),  politicien et activiste sioniste, membre du Majlis , le Parlement iranien (1924-1926)
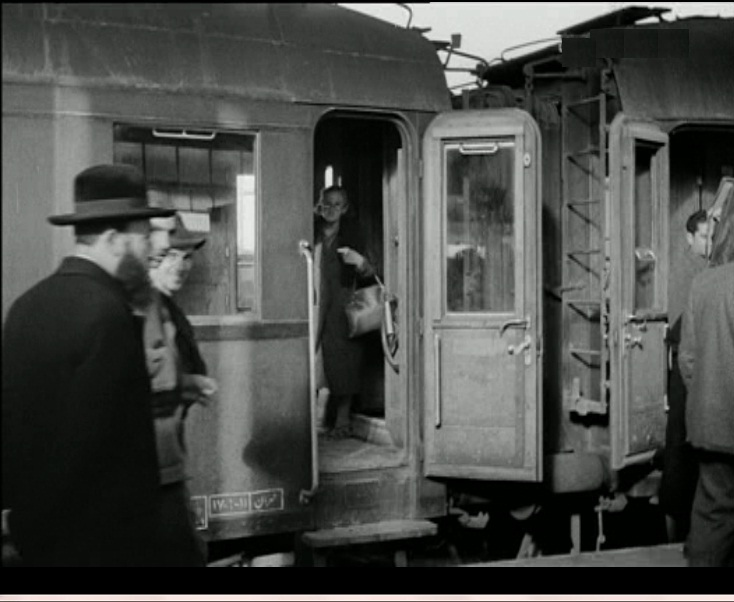
Juif sur un quai de gare, Azna, 1954
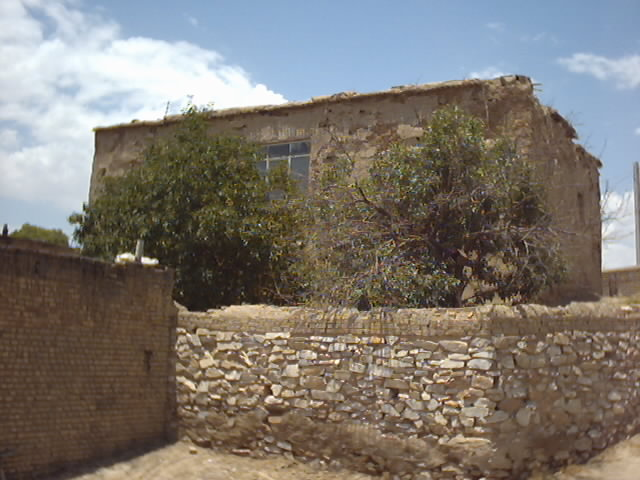
Ancienne maison juive, Azna
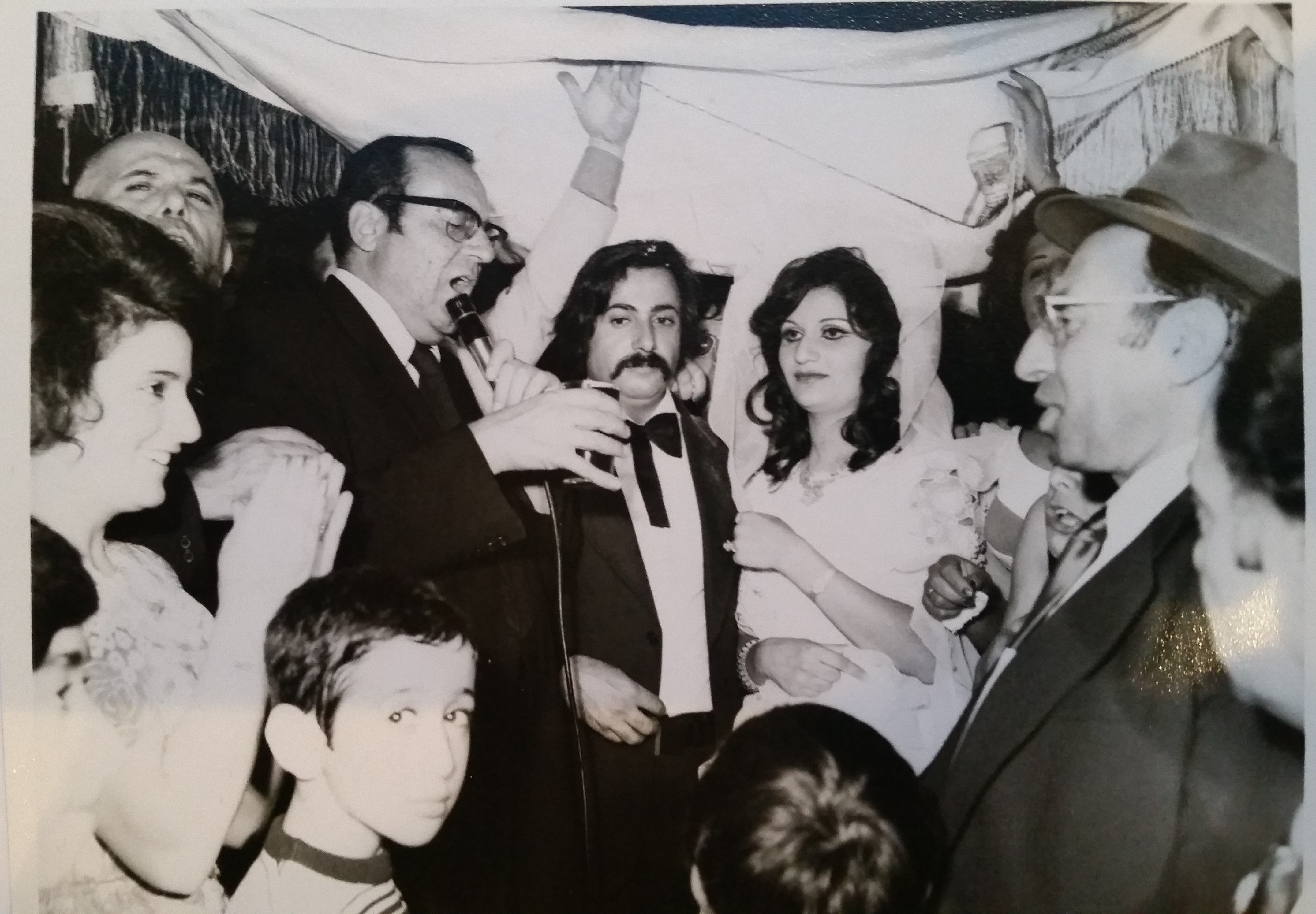
Mariage de Hacham Uriel Davidi Khansari (en), Téhéran, 1975
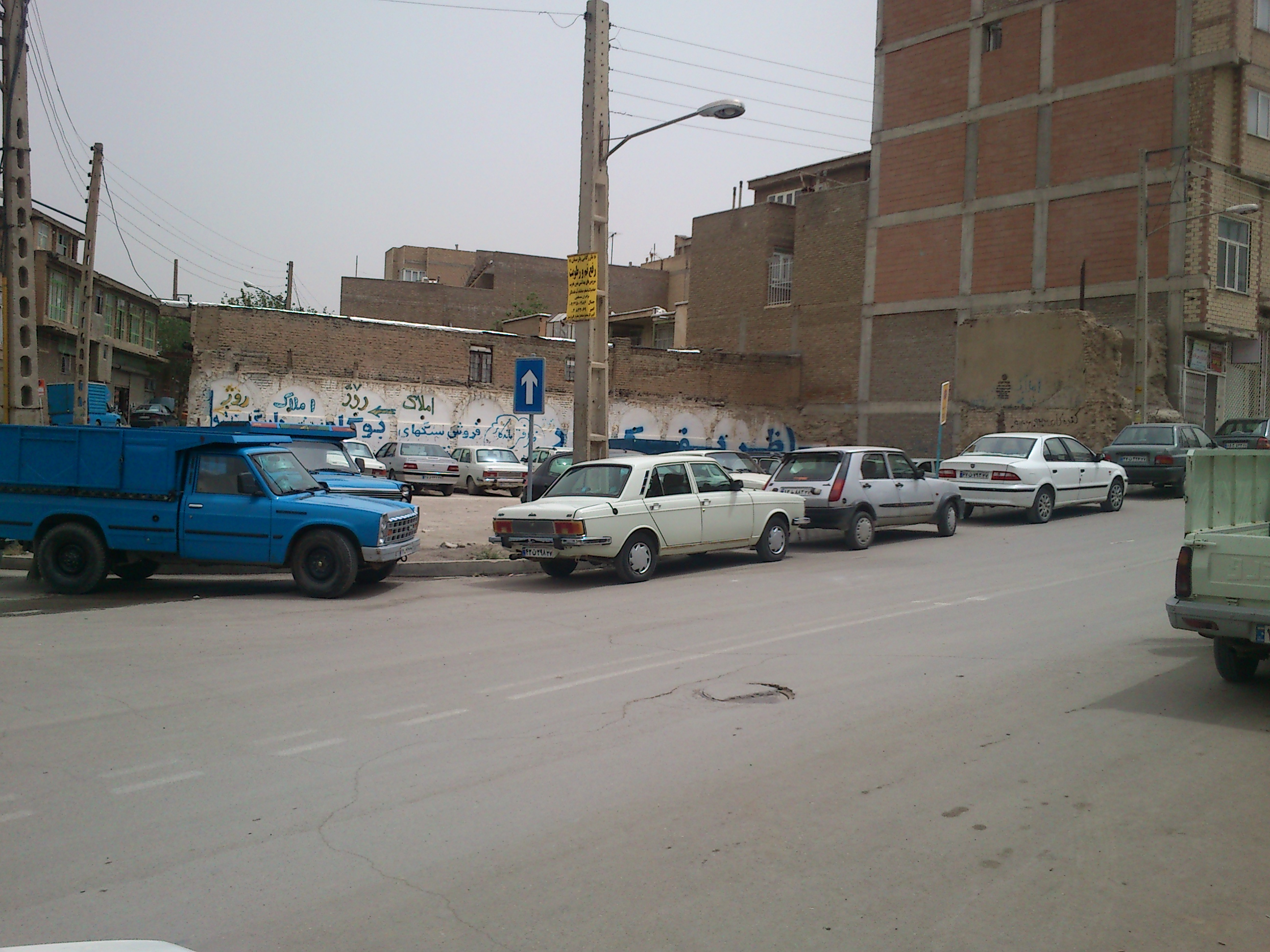
Synagogue, Boukan, 2015
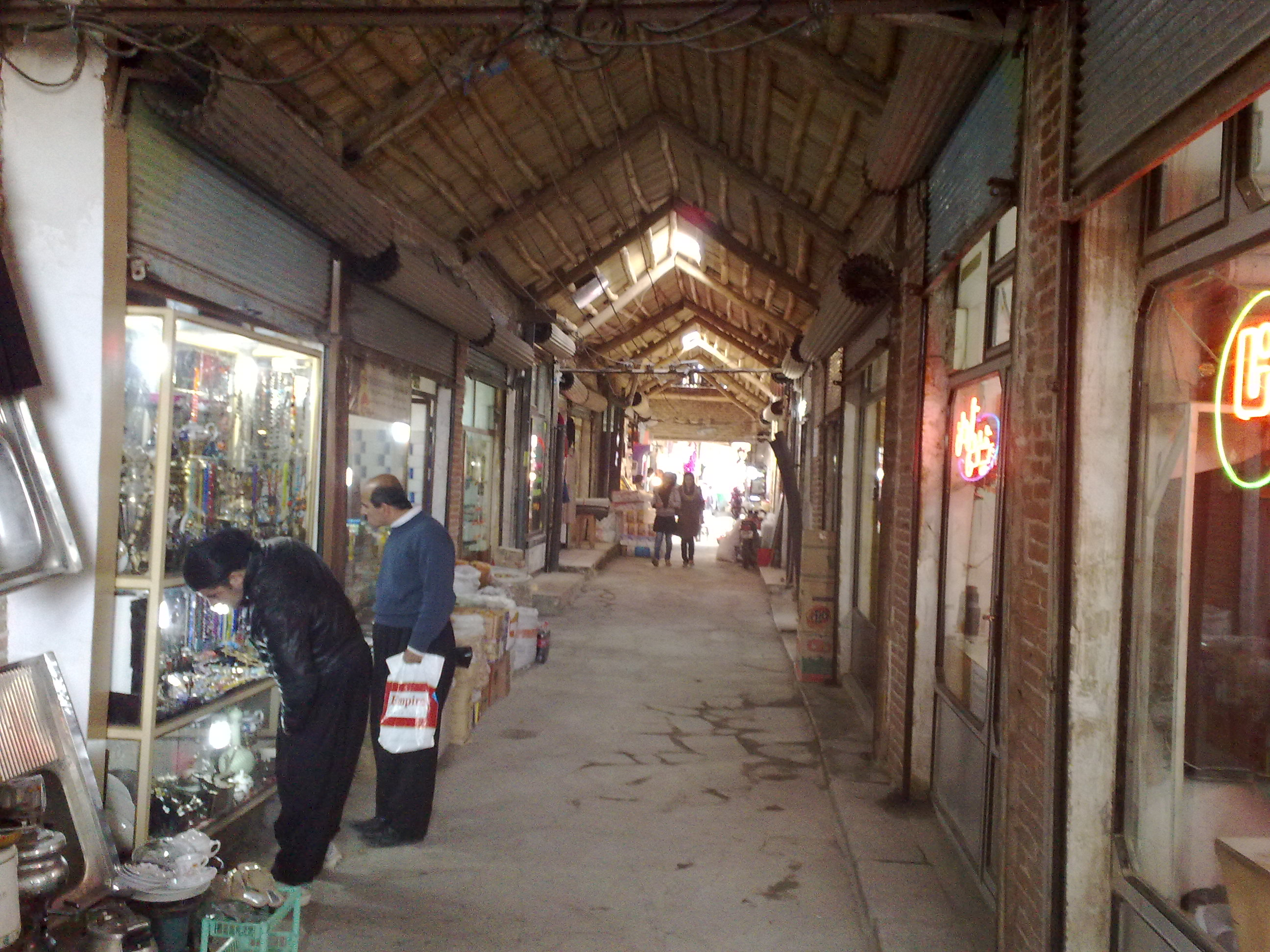
Bazar juif, Saqqez, 2013
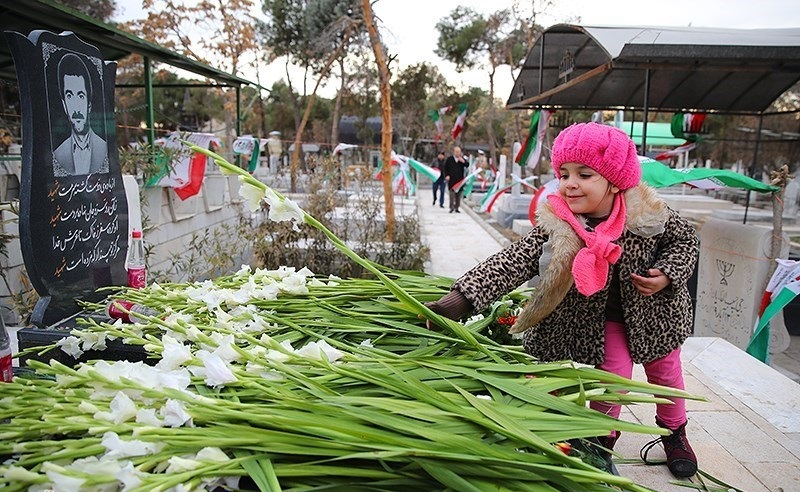
Tombe de martyrs juifs, Téhéran
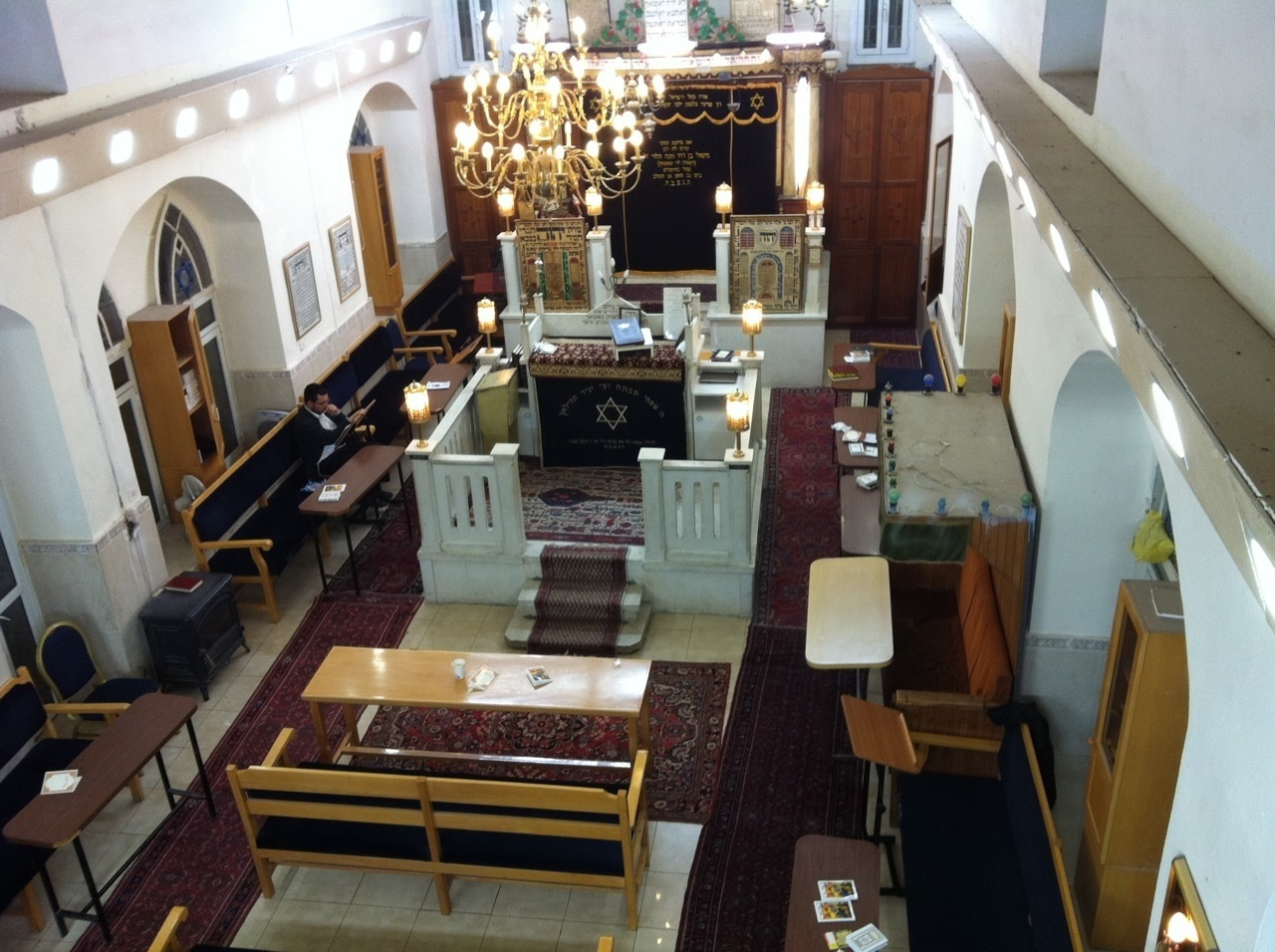
Synagogue (1900) des marranes de Mashhad dans le quartier Boukhara à Jérusalem
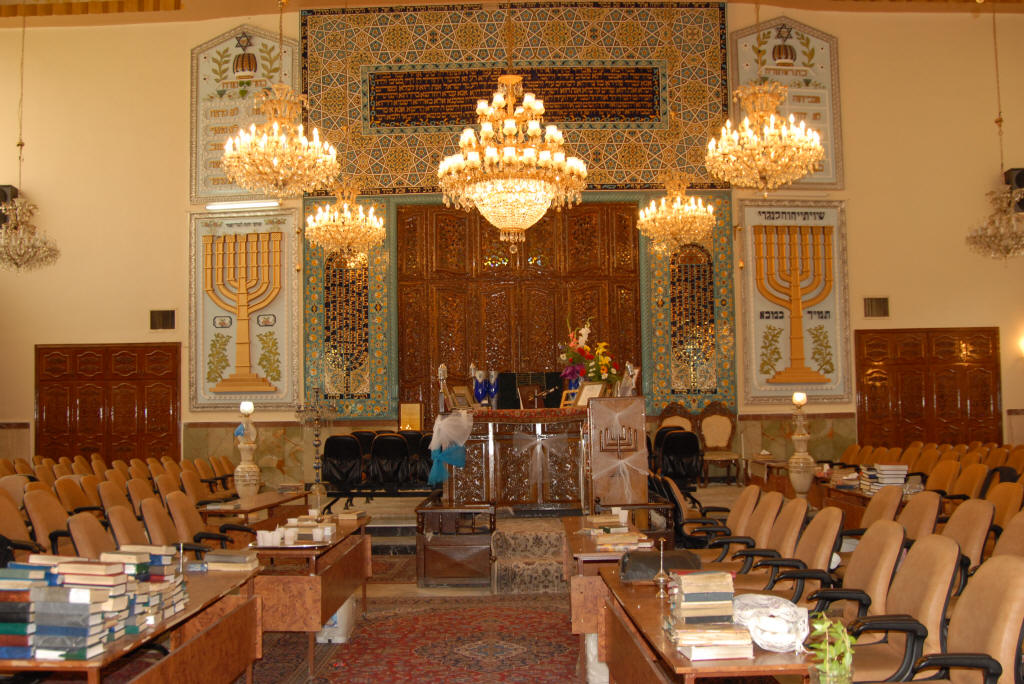
Synagogue Yusef Abad (en), Téhéran

## Notes et références

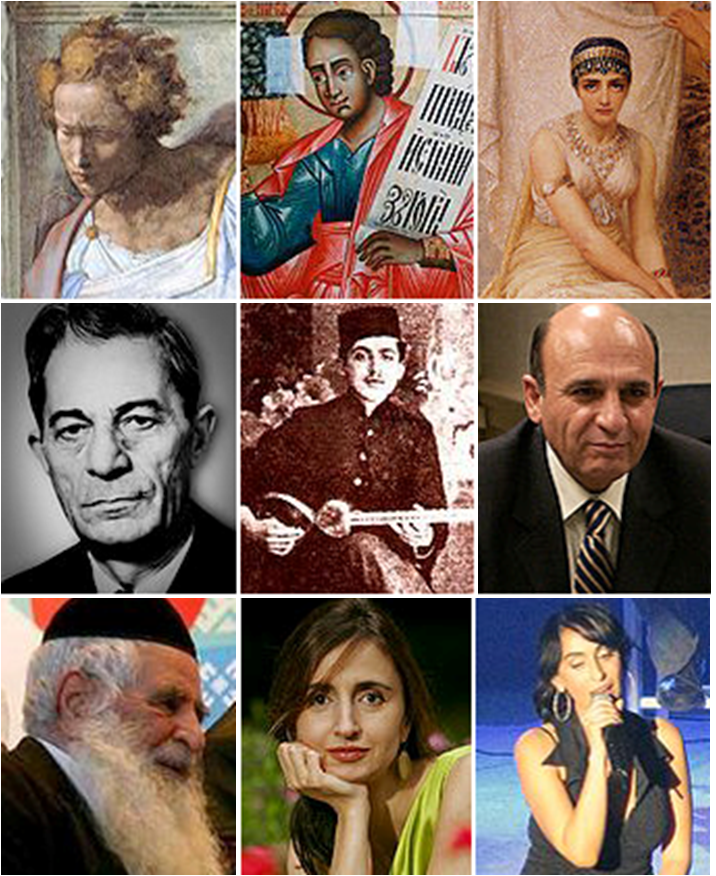
Juifs iraniens célèbres : 1. Daniel, Habakuk, Reine Esther. 2. Solayman Haïm, Morteza Neydavoud, Shaul Mofaz. 3. Yousef Hamadani Cohen, Roya Hakakian, Rita